# Список дипломатичних місій у Данії

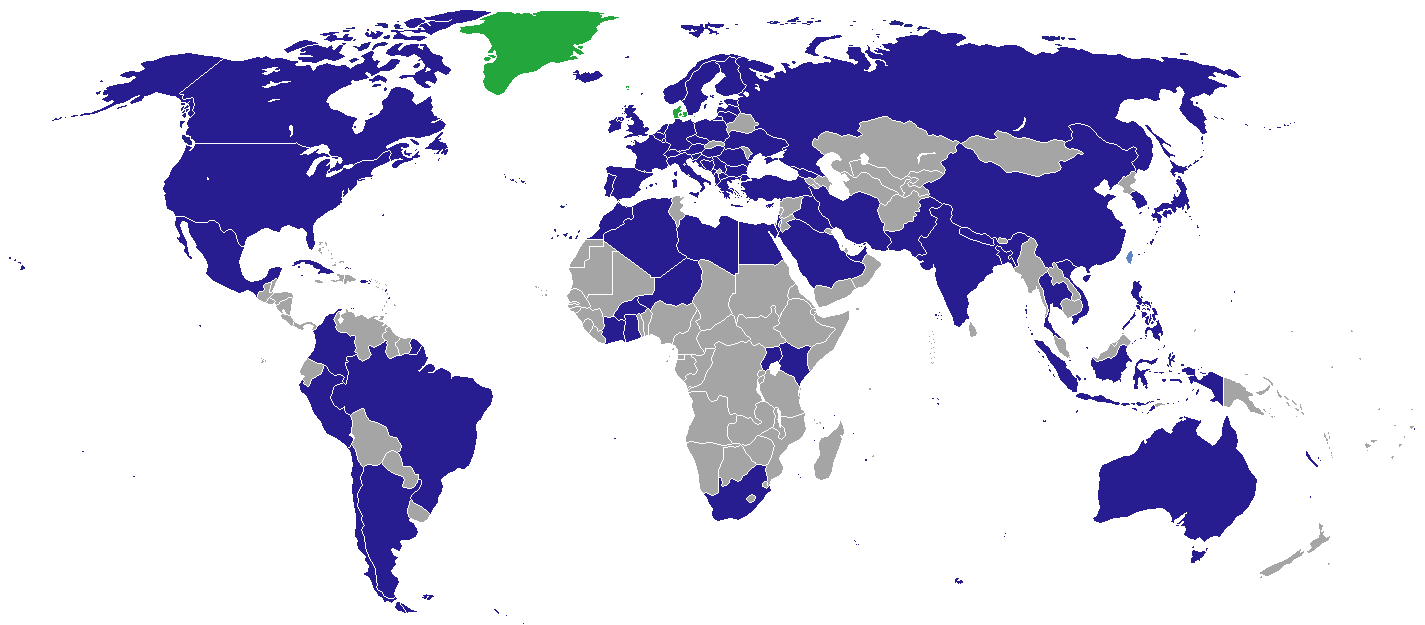
Країни, які мають посольство в Данії.

Нижче представлений список дипломатичних місій в Данії. Наразі в Данії знаходяться посольства 75 держав. Посольства знаходяться або, власне, у столиці країни Копенгагені, або у його північних околицях, а саме в містечках Геллеруп та Шарлоттенлунд. Багато інших держав мають акредитованих послів в столицях інших держав, в основному в Стокгольмі/Лідінге, Лондоні, Брюсселі та Берліні. В Данії, а точніше в її автономних територіях, є лише два консульства, обидва консульства Ісландії, одне в Ґренландії і одне на Фарерських островах.

## Посольства

### Європа
- Австрія
- Албанія
- Бельгія
- Болгарія
- Боснія і Герцеговина
- Велика Британія
- Вірменія
- Греція
- Грузія
- Естонія
- Ірландія
- Ісландія
- Іспанія
- Італія
- Кіпр
- Латвія
- Литва
- Люксембург
- Нідерланди
- Німеччина
- Норвегія
- Польща
- Португалія
- Північна Македонія
- Росія
- Румунія
- Сербія
- Словаччина
- Словенія
- Угорщина
- Україна (Посольство України в Данії)
- Фінляндія
- Франція
- Хорватія
- Чехія
- Швейцарія
- Швеція

### Азія та Австралія
- Австралія
- Бангладеш
- В'єтнам
- Ізраїль
- Індія
- Індонезія
- Ірак
- Іран
- КНР
- Непал
- ОАЕ
- Пакистан
- Палестина
- Південна Корея
- Саудівська Аравія
- Таїланд
- Туреччина
- Японія

### Америка
- Аргентина
- Болівія
- Бразилія
- Венесуела
- Канада
- Куба
- Мексика
- США
- Чилі

### Африка
- Алжир
- Бенін
- Буркіна-Фасо
- Гана
- Єгипет
- Кот-д'Івуар
- Лівія
- Марокко
- Нігер
- ПАР
- Уганда

## Консульства
- Ісландія - Нуук, Ґренландія
- Ісландія - Торсгавн, Фарерські острови

## Акредитовані посли

### СтокгольмтаЛідінге
- Ангола
- Ботсвана
- Ватикан
- Гватемала
- ДР Конго
- Домініканська Республіка
- Еквадор
- Еритрея
- Ефіопія
- Замбія
- Зімбабве
- Казахстан
- Кенія
- Колумбія
- Кувейт
- Лаос
- Ліван
- Малайзія
- Мозамбік
- Монголія
- Намібія
- Нігерія
- Нікарагуа
- Панама
- Парагвай
- Перу
- Північна Корея
- Руанда
- Сальвадор
- Сомалі
- Танзанія
- Уругвай
- Шрі-Ланка

### Лондон
- Азербайджан
- Беліз
- Габон
- Гамбія
- Камбоджа
- Камерун
- Коста-Рика
- Маврикій
- Малаві
- Мальдіви
- М'янма
- Есватіні
- Сейшельські Острови
- Сьєрра-Леоне
- Тонга
- Тринідад і Тобаго
- Фіджі
- Ямайка

### Берлін
- Гаїті
- Гвінея
- Ємен
- Йорданія
- Киргизстан
- Косово
- Ліван
- Мадагаскар
- Малі
- Молдова
- Оман
- Того
- Чад

### Брюссель
- Багамські Острови
- Барбадос
- Бутан
- Гаяна
- Гвінея-Бісау
- Гондурас
- Гренада
- Джибуті
- Екваторіальна Гвінея
- Мавританія
- Папуа Нова Гвінея
- Сан-Томе і Принсіпі
- Центральноафриканська Республіка

### Інші міста
- Андорра - Андорра-ла-Велья
- Бруней - Бандар-Сері-Бегаван
- Катар - Гаага
- Мальта - Гаага
- Нова Зеландія - Гаага
- Сенегал - Гаага
- Туніс - Гаага
- Білорусь - Гельсінкі
- Лесото - Дублін
- Афганістан - Осло
- Бурунді - Осло
- Південний Судан - Осло
- Судан - Осло
- Філіппіни - Осло
- Коморські Острови - Париж
- Республіка Конго - Париж
- Чорногорія - Подгориця
- Сан-Марино - Сан-Марино
- Сінгапур - Сінгапур

## Представництва

### Представництва держав та територій
- Гренландія
- Фарерські острови
- Палестина

### Представництва агенств ООН
- Програма розвитку ООН
- Програма ООН з навколишнього середовища
- Всесвітня продовольча програма
- Управління Верховного комісара ООН у справах біженців
- Фонд народонаселення ООН
- Офіс проектів ООН
- ООН-жінки
- Всесвітня організація охорони здоров'я
- ЮНІСЕФ

### Представництва агенств ЄС
- Представництво Європейської комісії
- Інформаційний офіс Європейського парламенту
- Європейський інвестиційний банк
- Європейська агенція довкілля

### Представництва інших міжнародних організацій
- Парламентська асамблея ОБСЄ
- Секретаріат Північної Ради
- Рада міністрів Північної Ради
- Північний культурний фонд
- Міжнародна організація з міграції
- Міжнародна рада з дослідження моря
- Європейський офіс поштових служб та служб зв'язку
- Інформаційна організація глобального біологічного різноманіття
- Eurofish

## Галерея

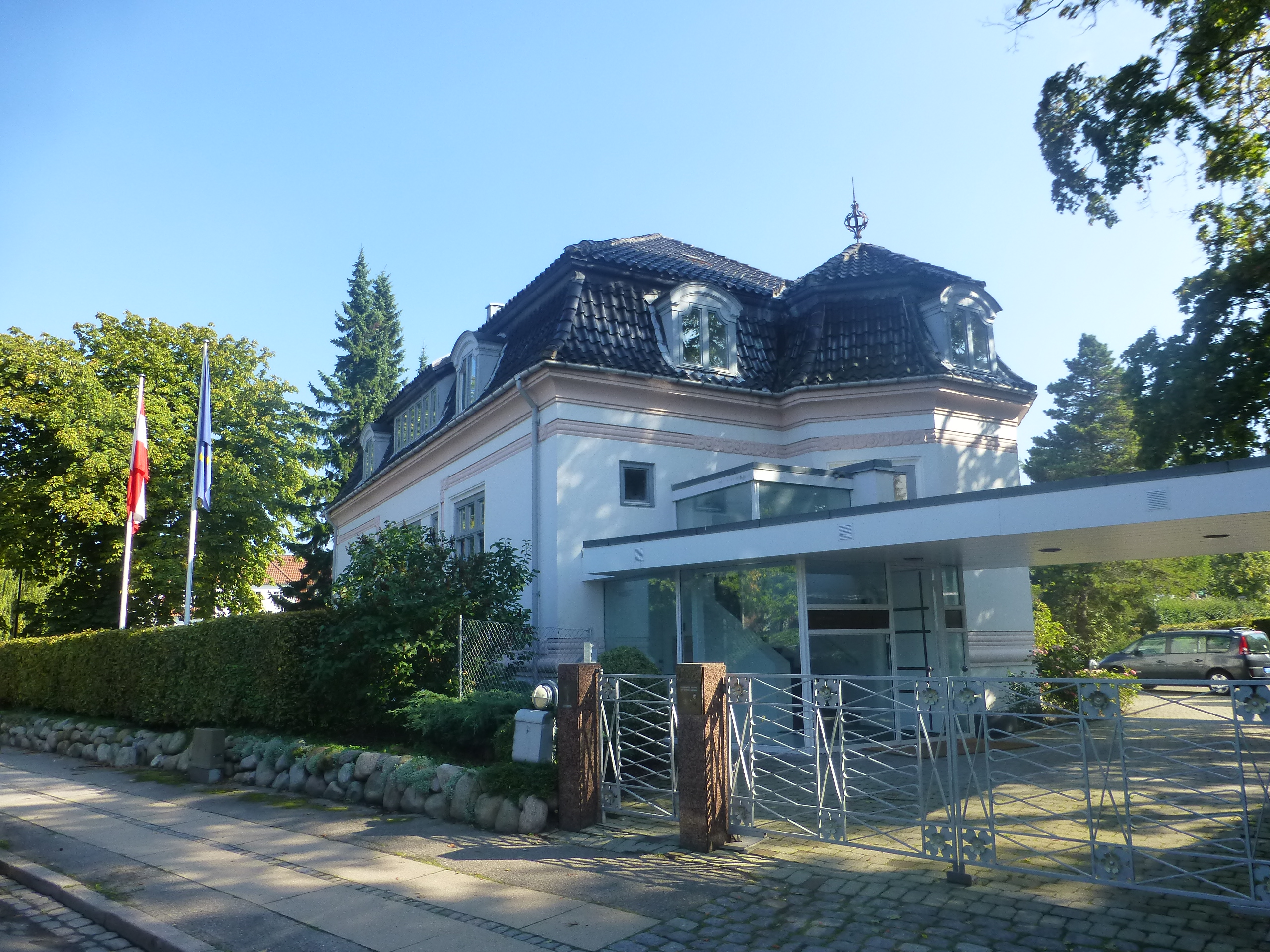
Посольство Австрії
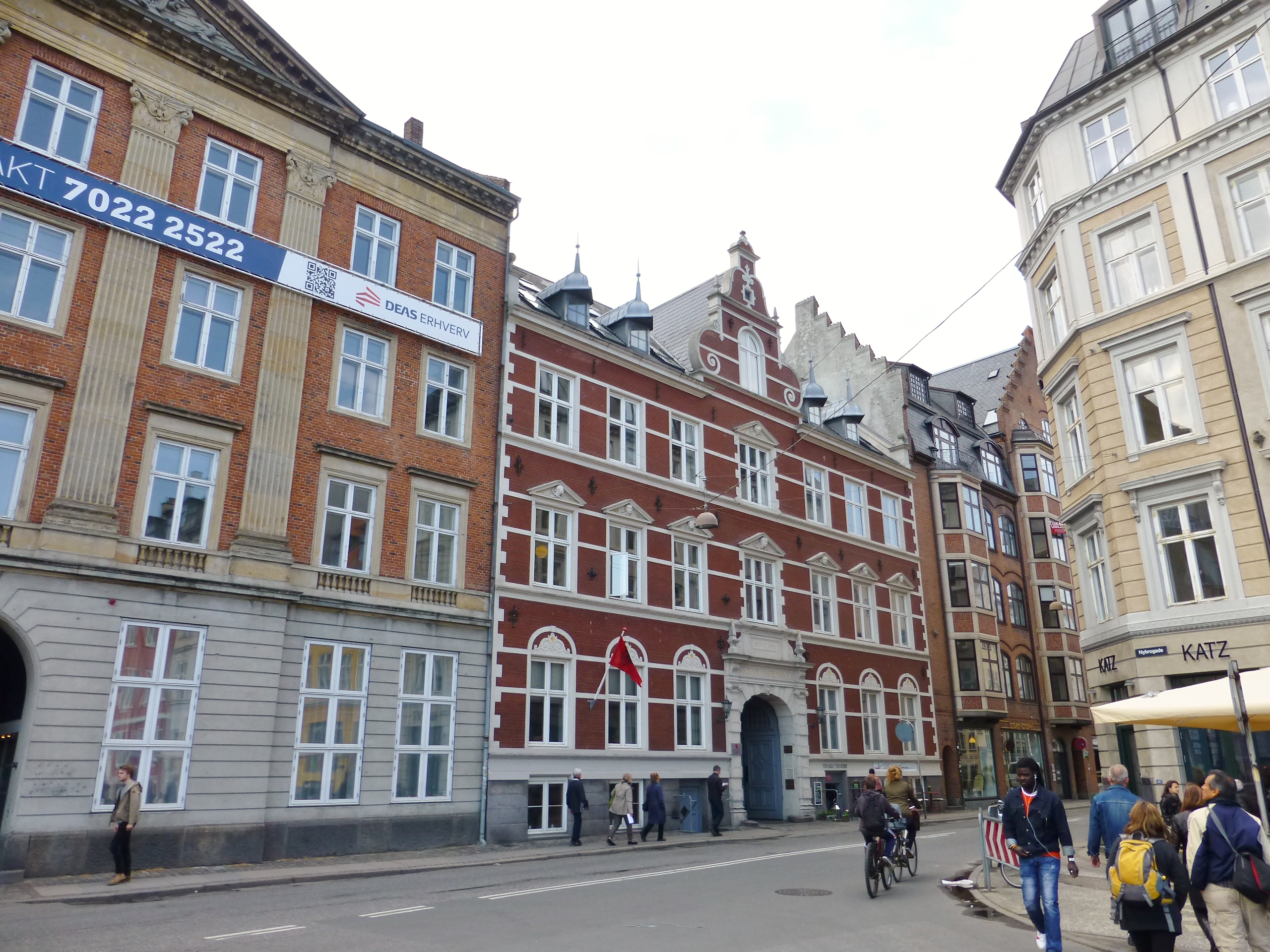
Посольство Албанії
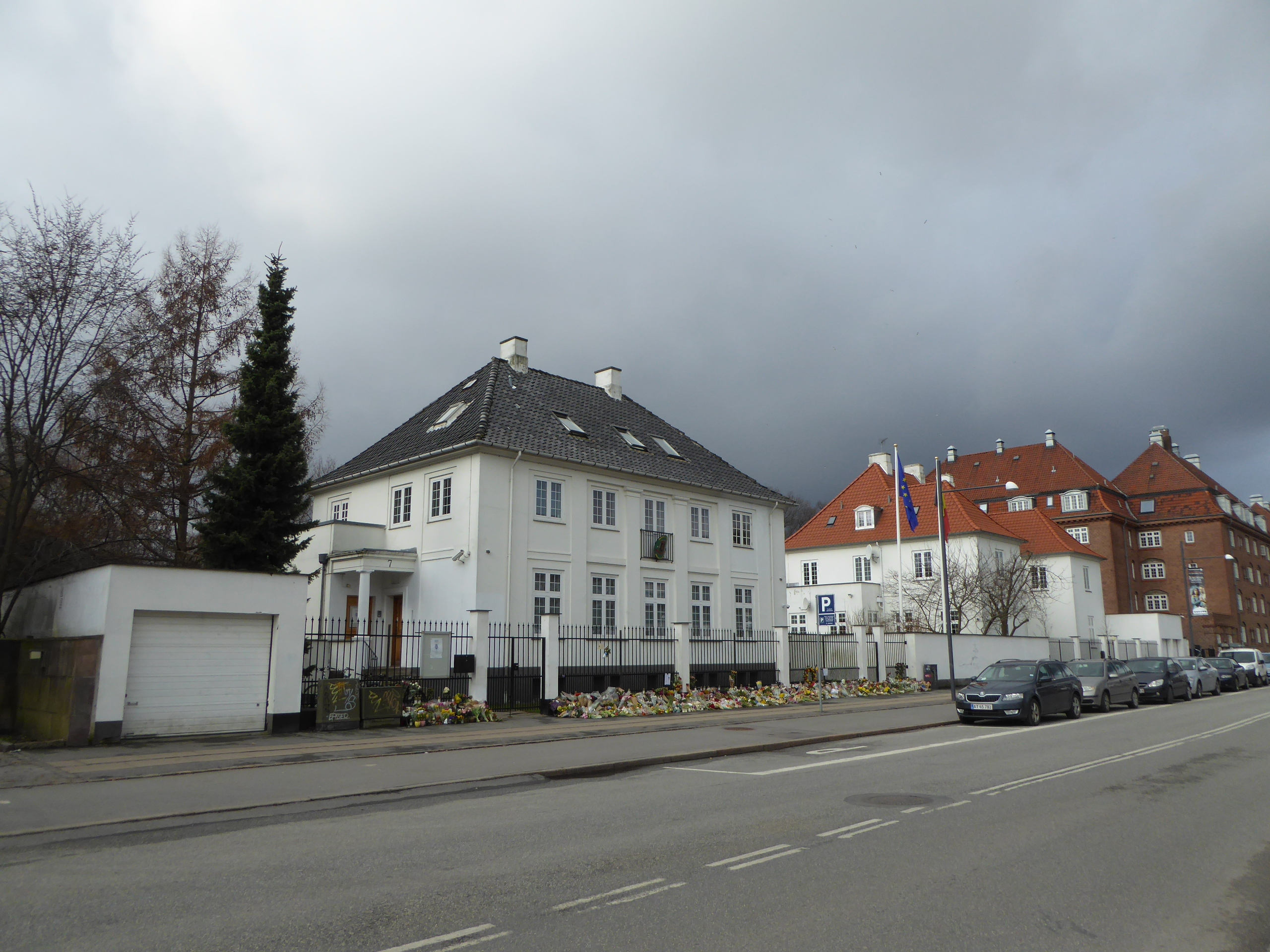
Посольство Бельгії
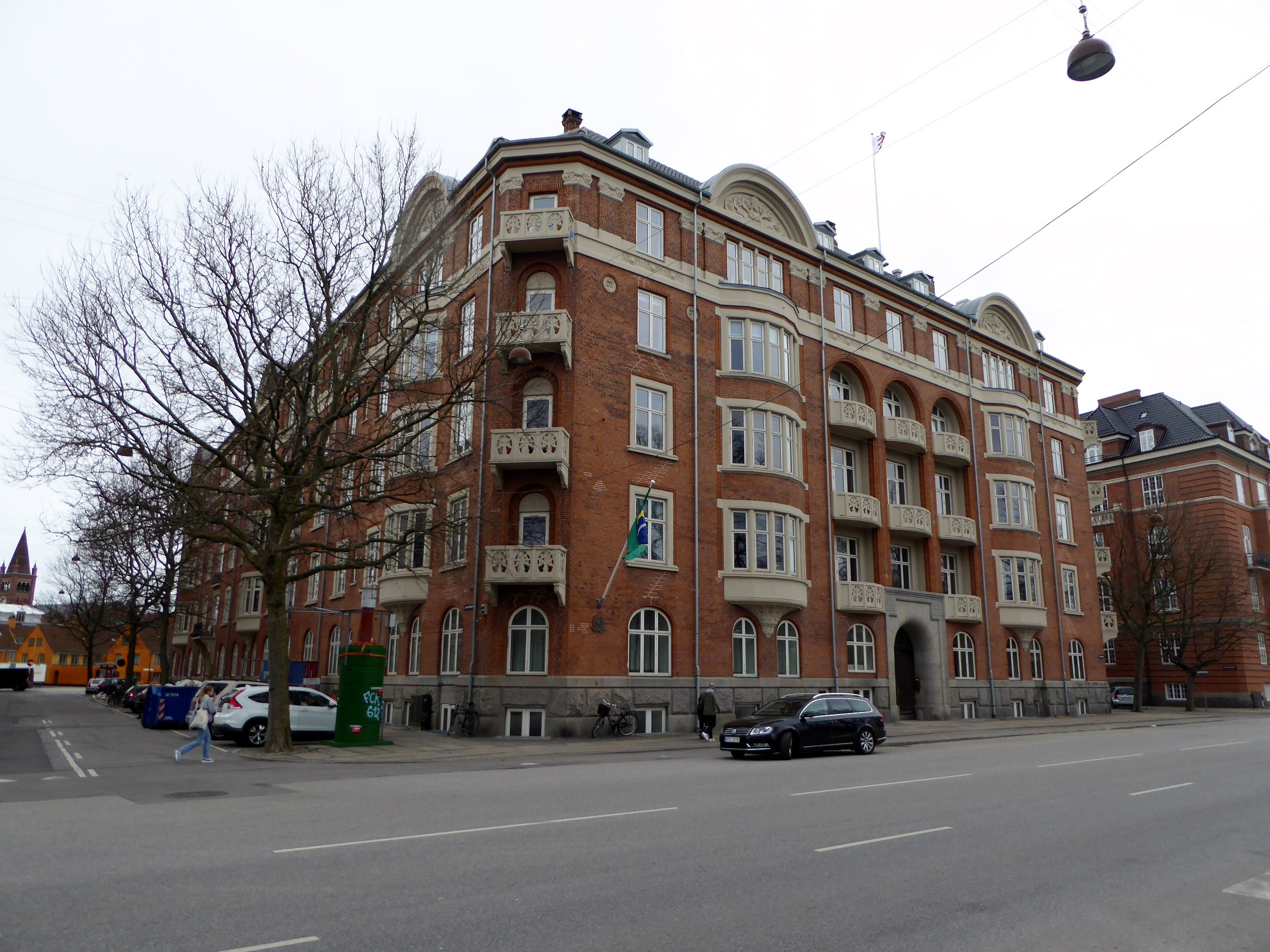
Посольство Бразилії
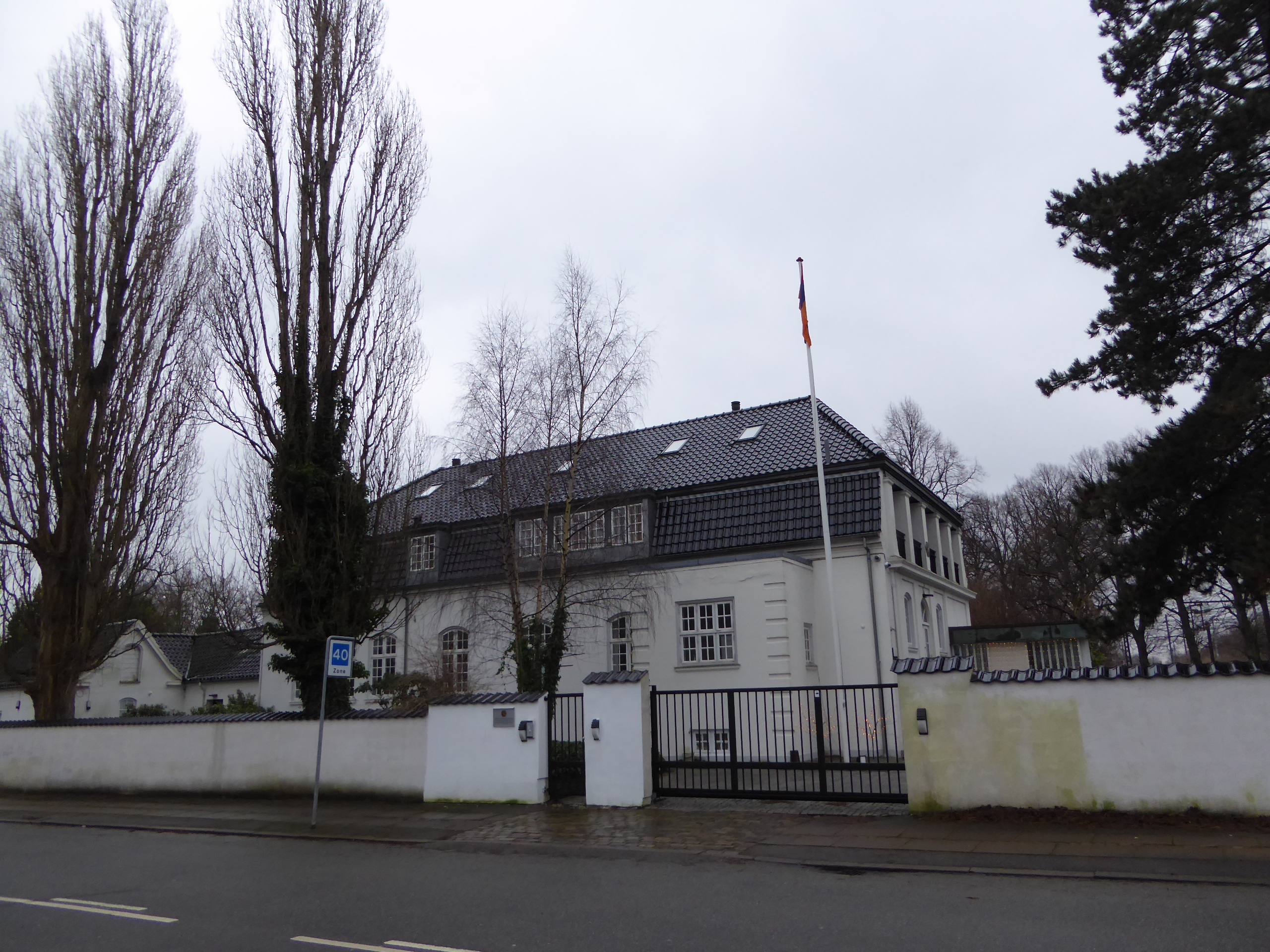
Посольство Вірменії
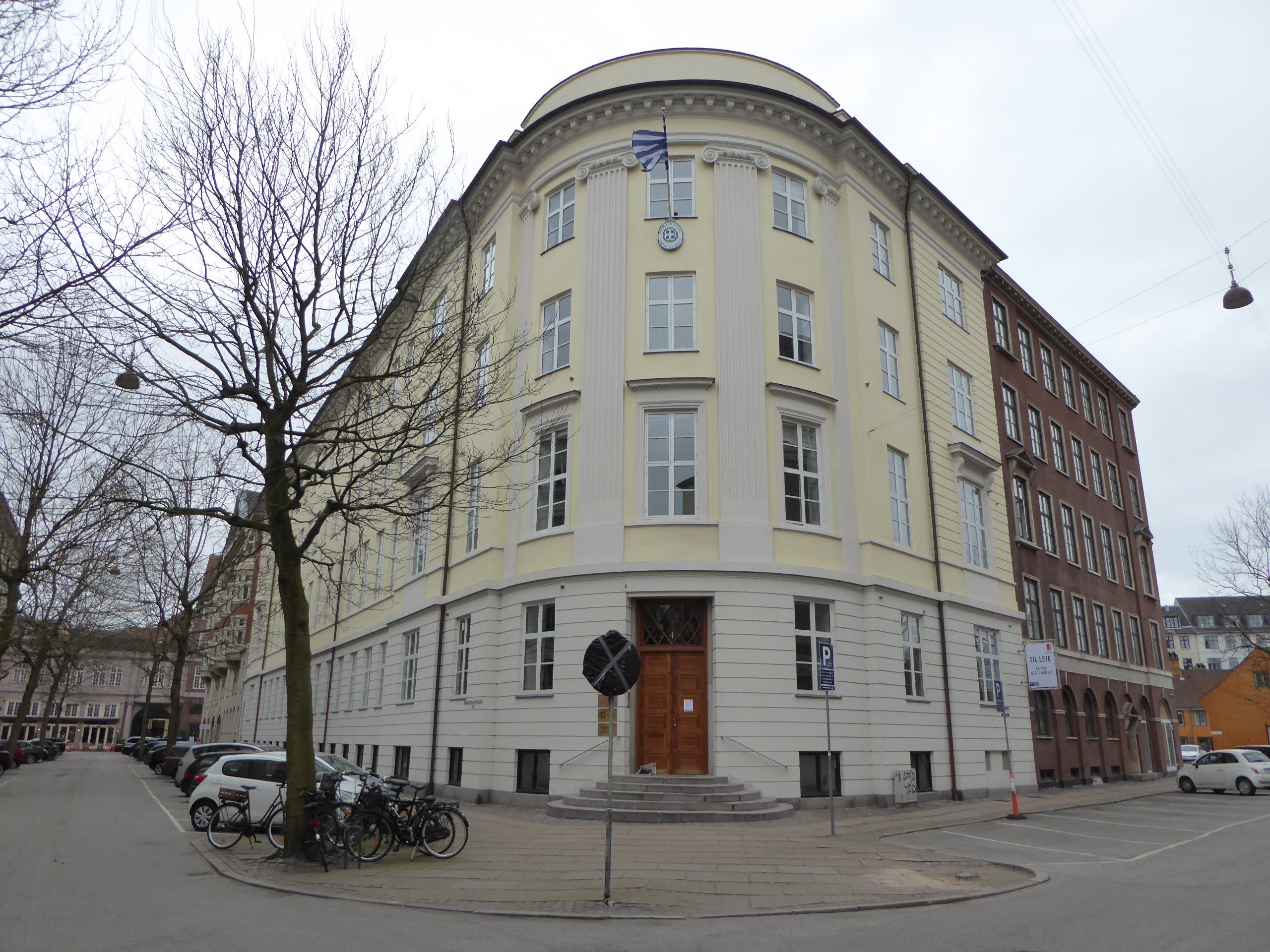
Посольство Греції
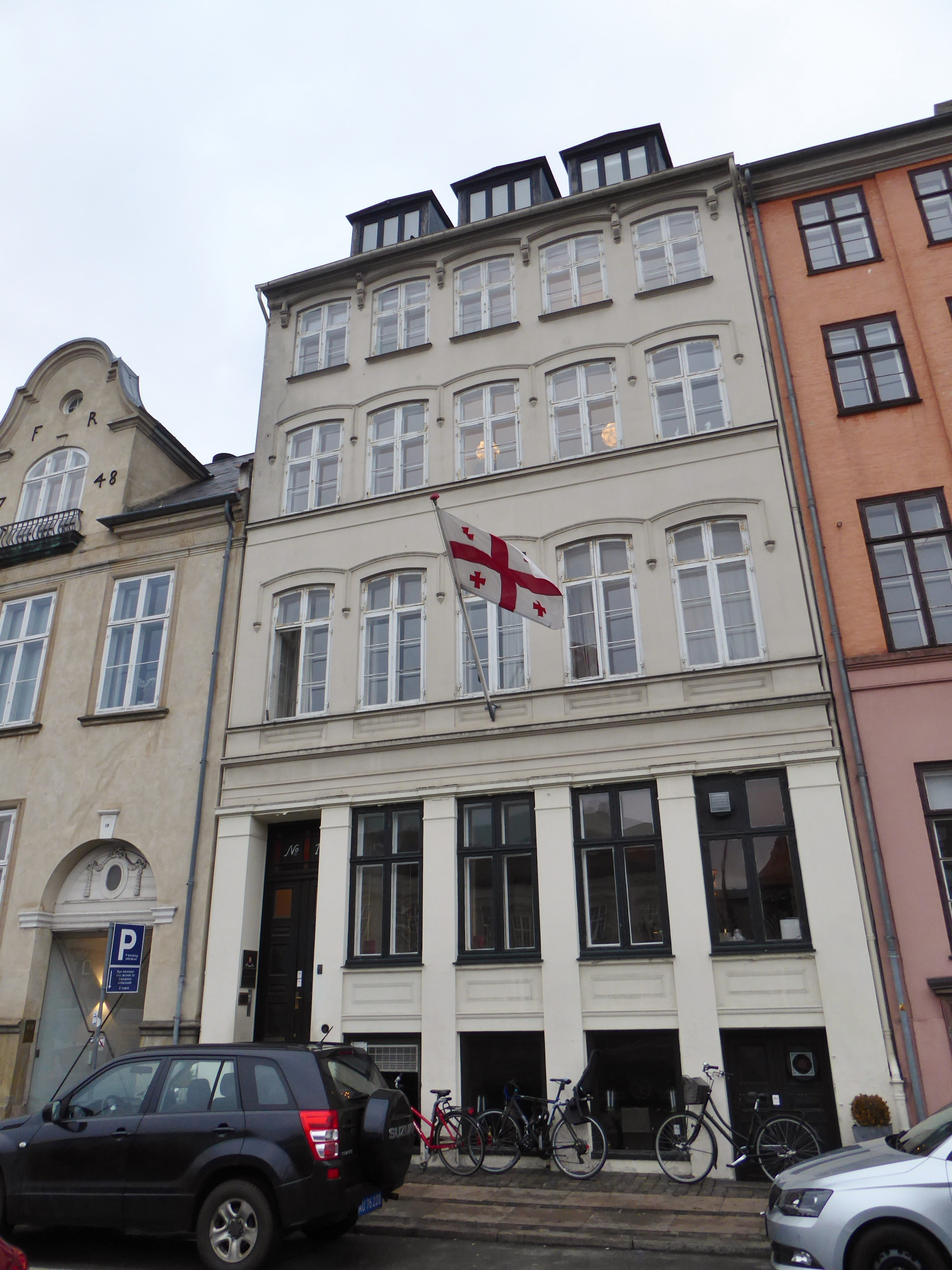
Посольство Грузії
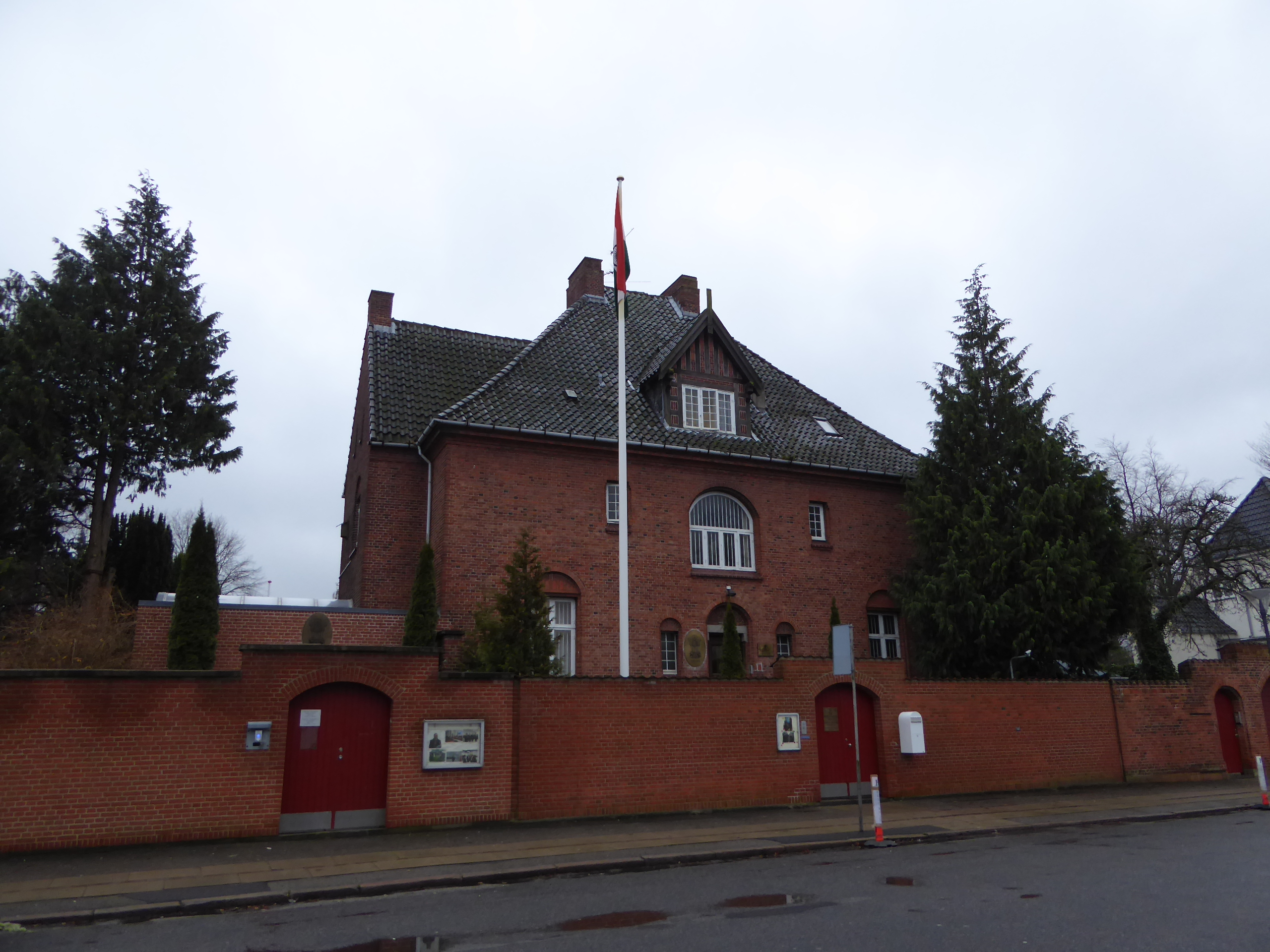
Посольство Індії
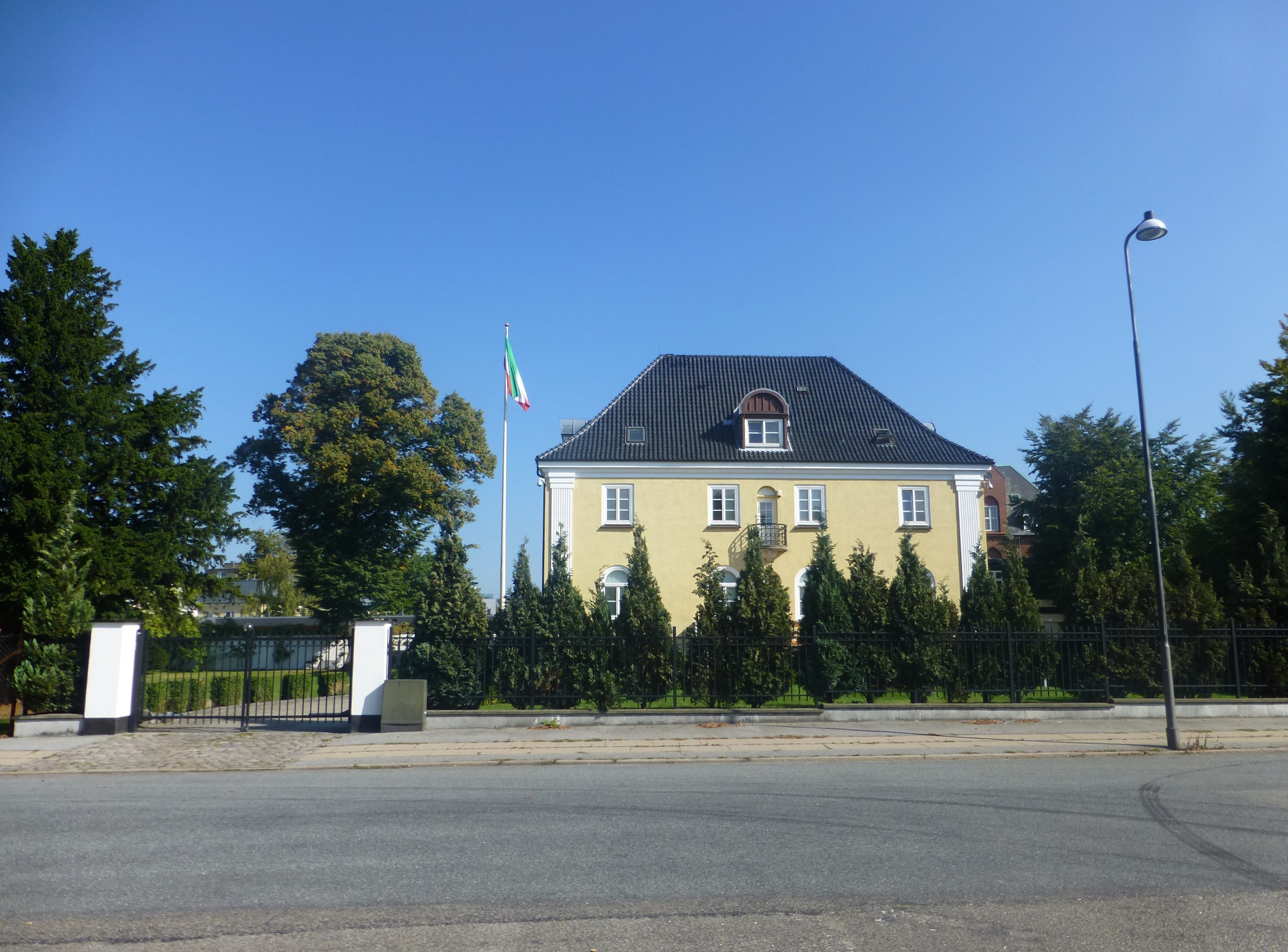
Посольство Ірану
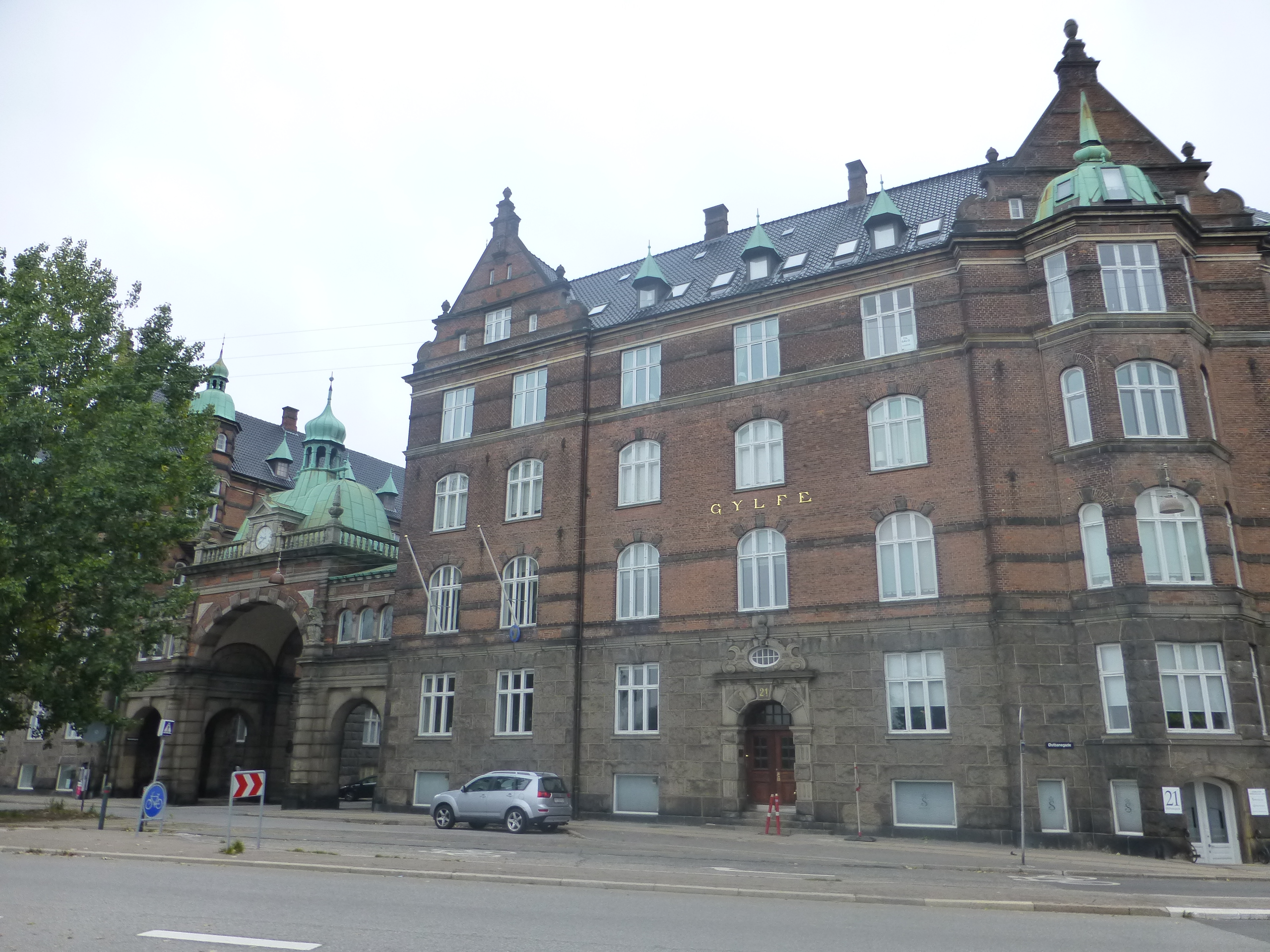
Посольство Ірландії
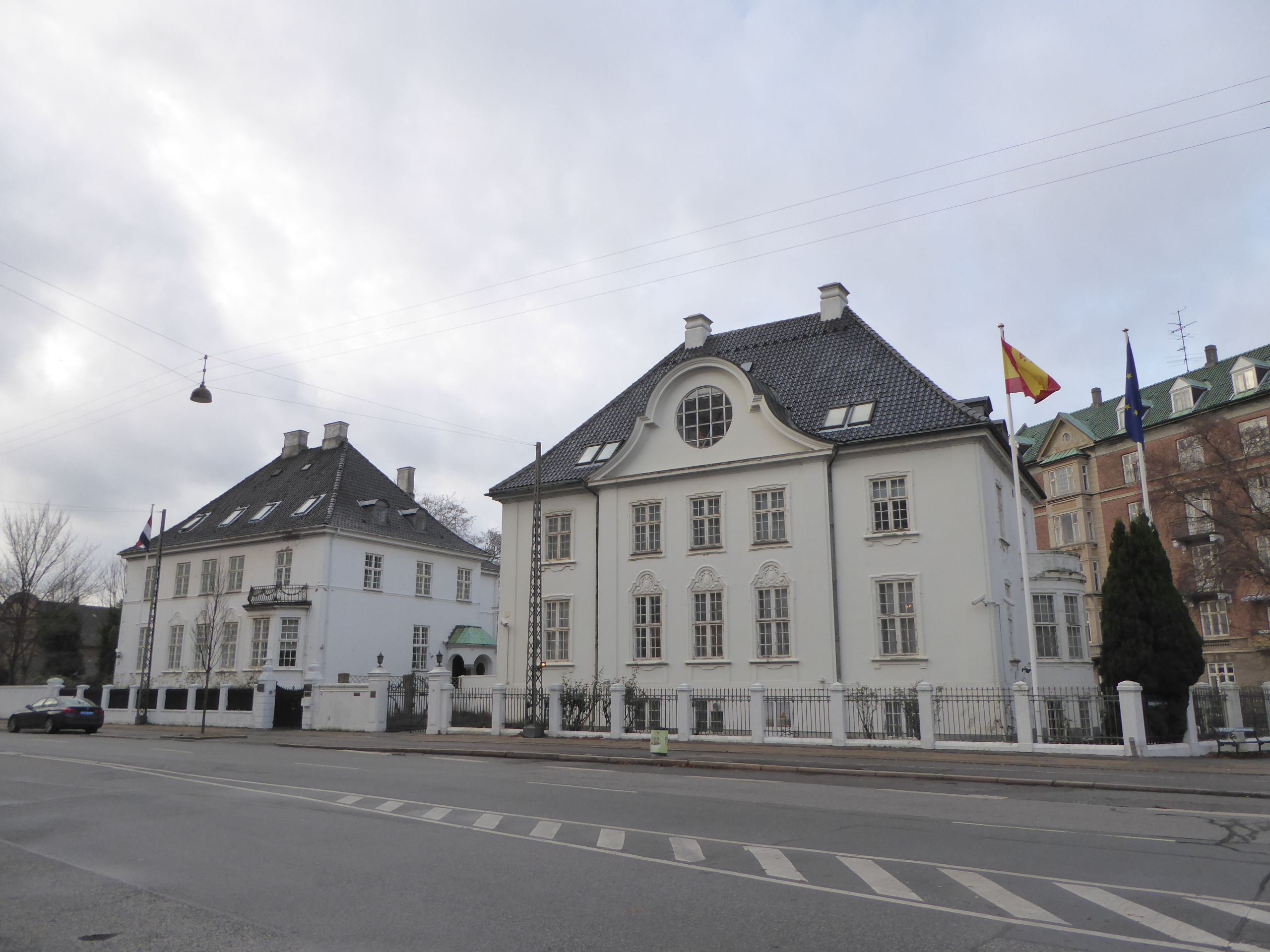
Посольства Іспанії та Єгипту
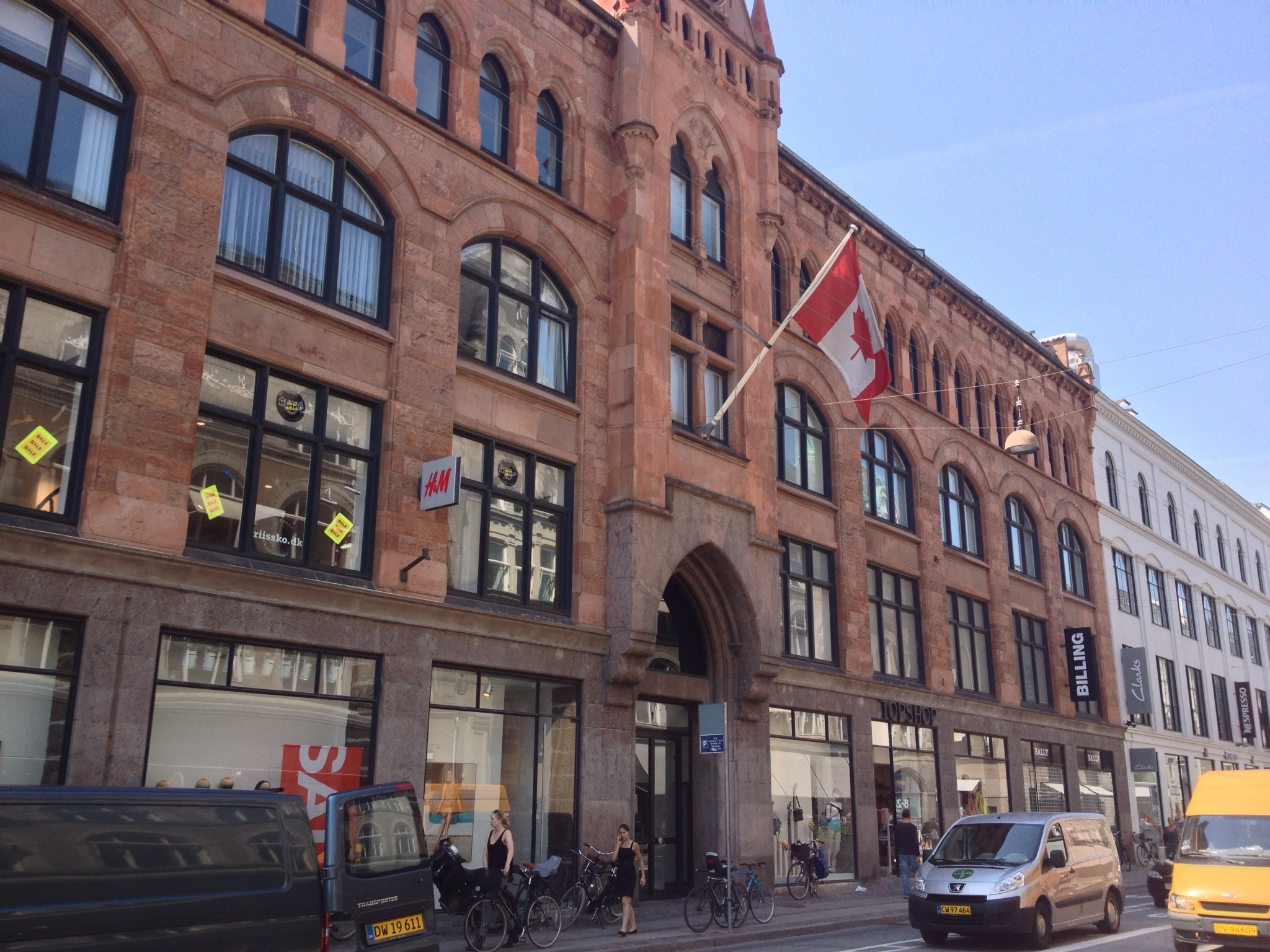
Посольство Канади
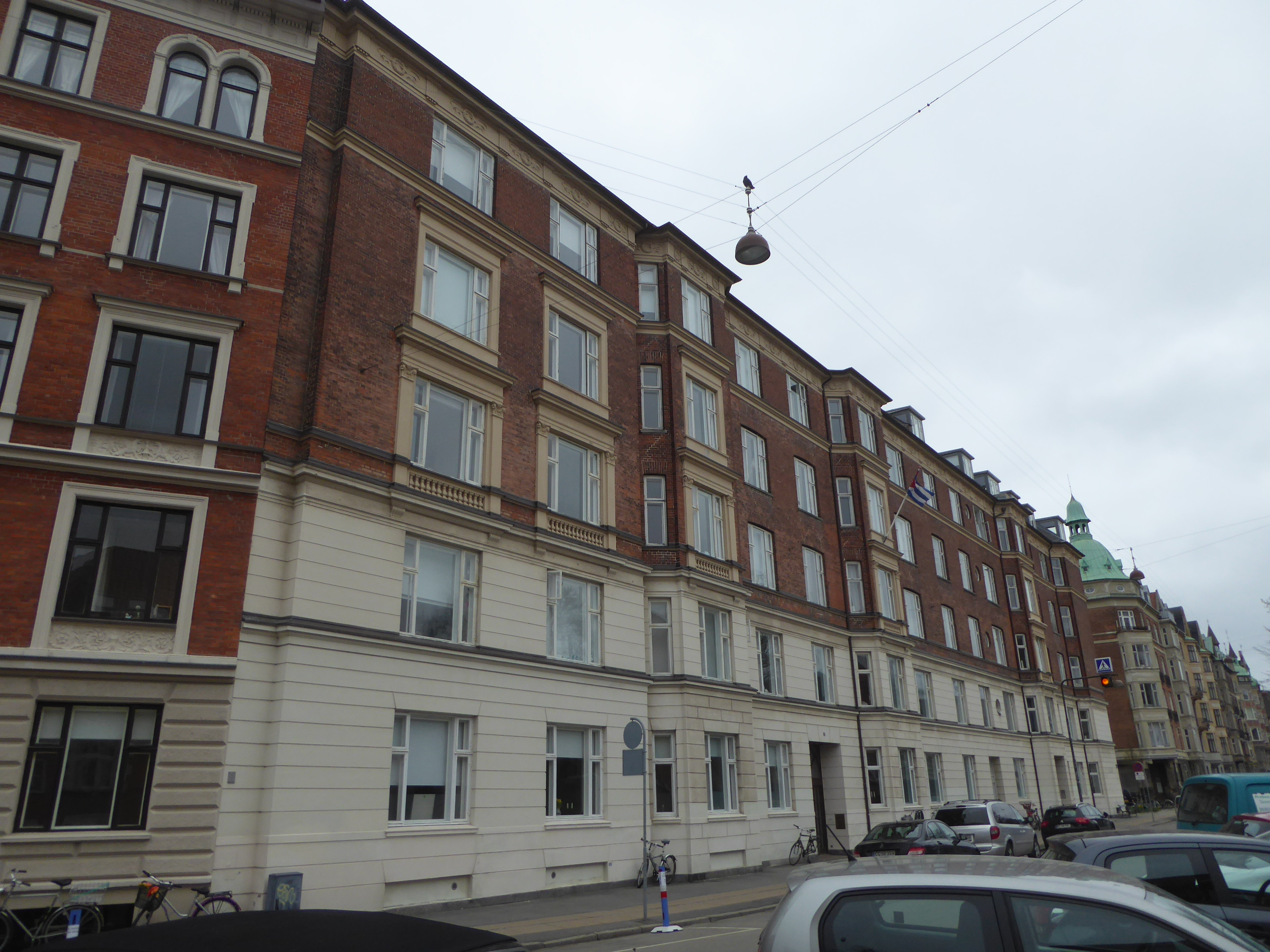
Посольство Куби
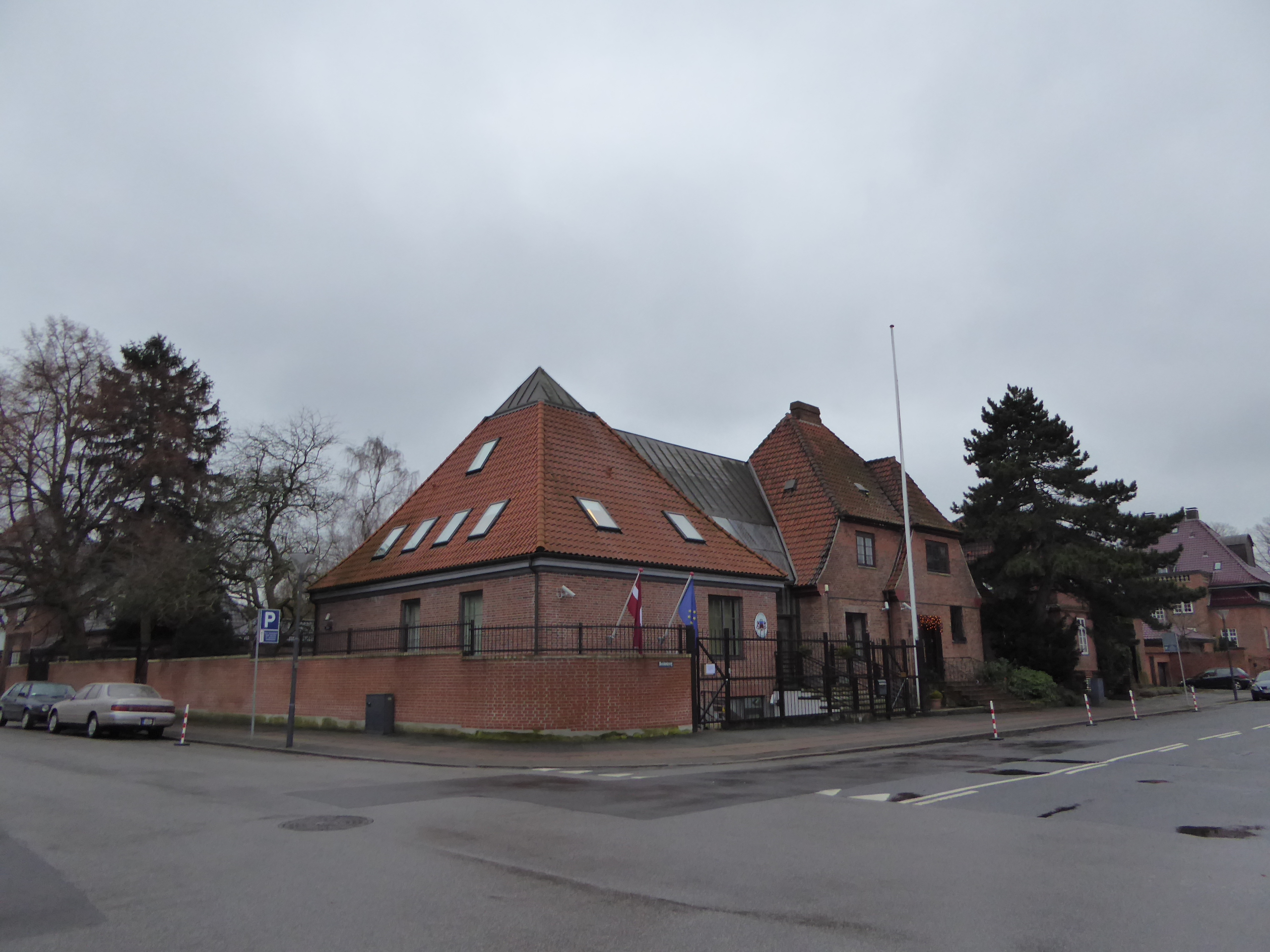
Посольство Латвії
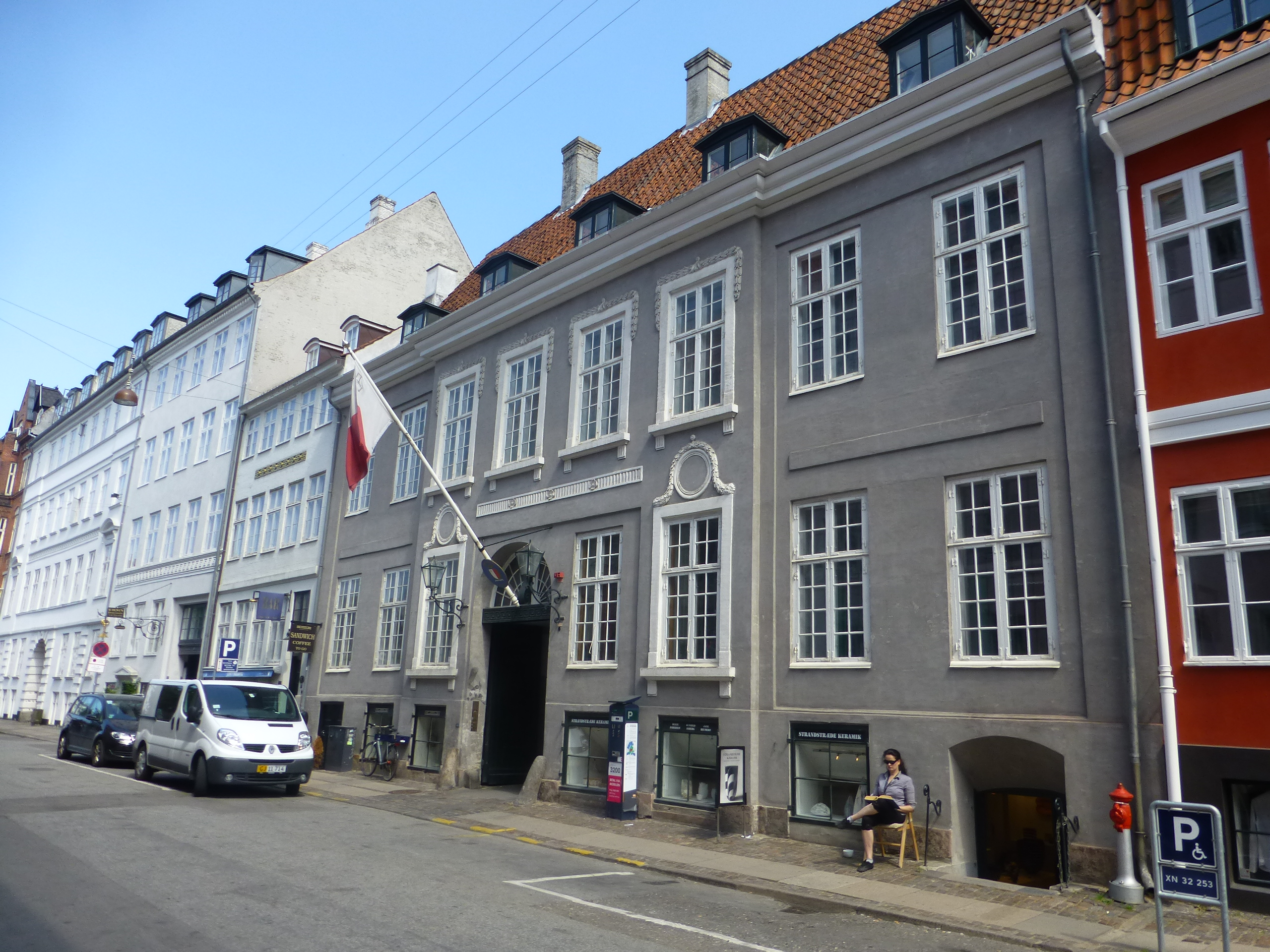
Посольство Мальти
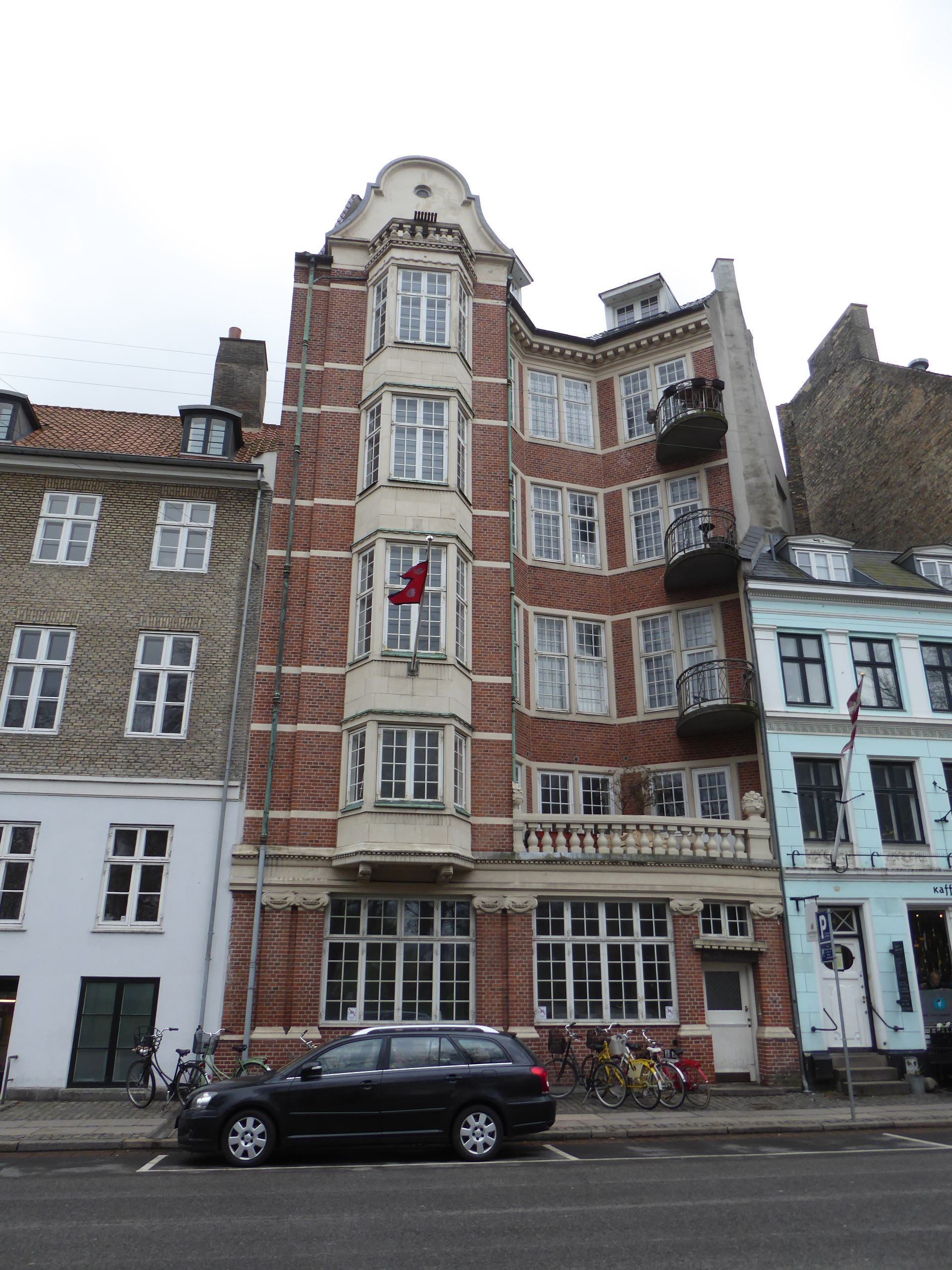
Посольство Непал
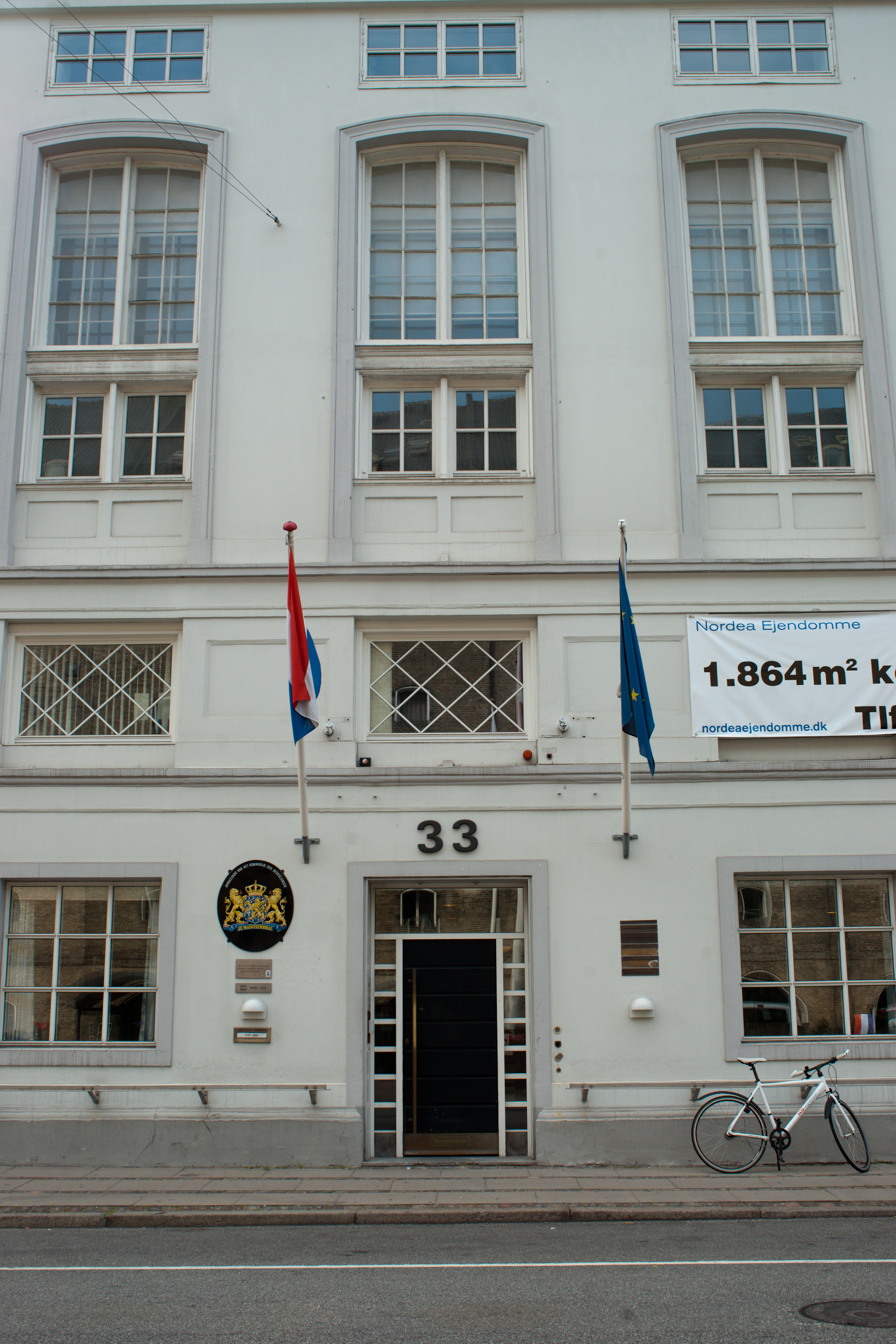
Посольство Нідерландів
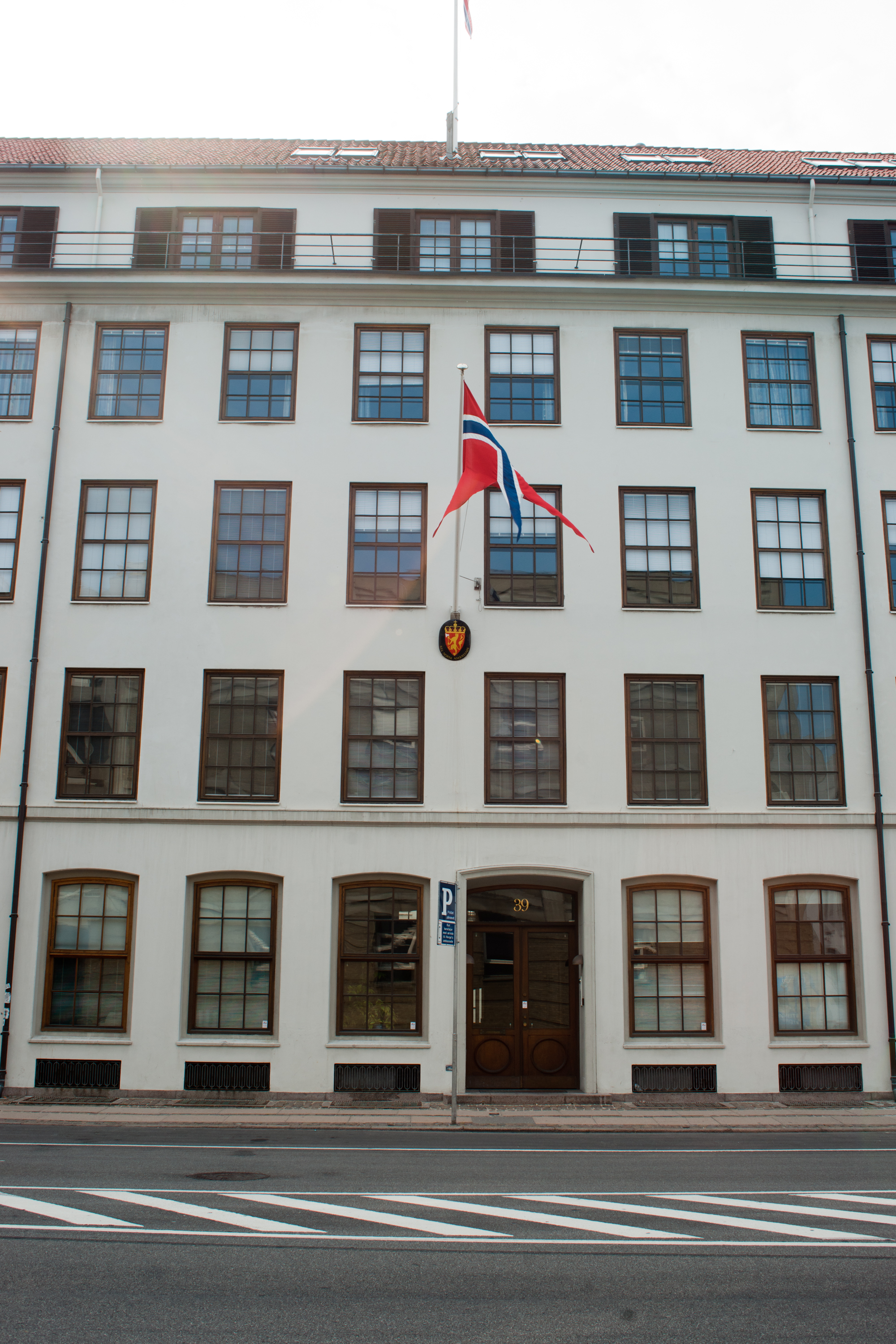
Посольство Норвегії
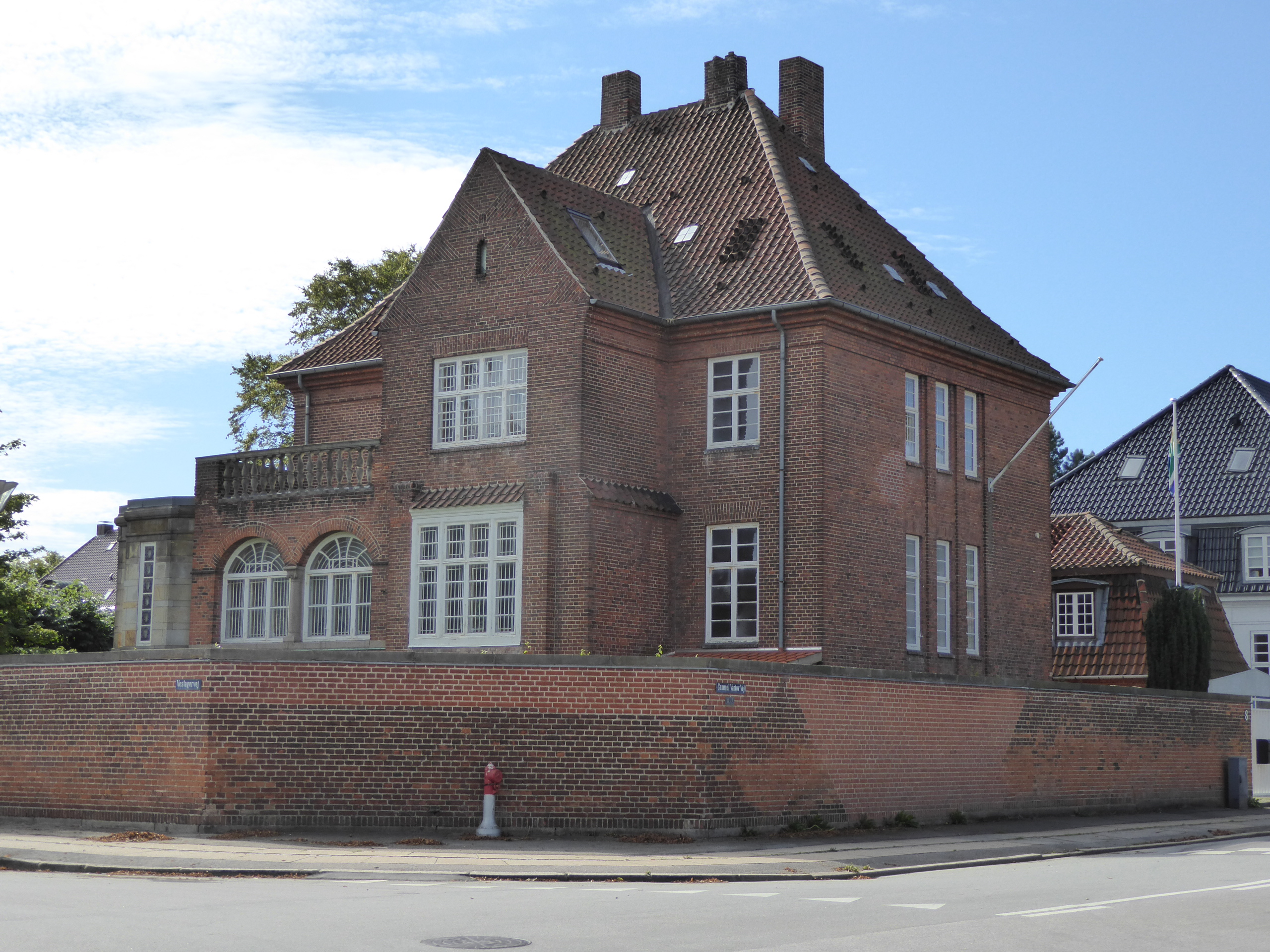
Посольство ПАР
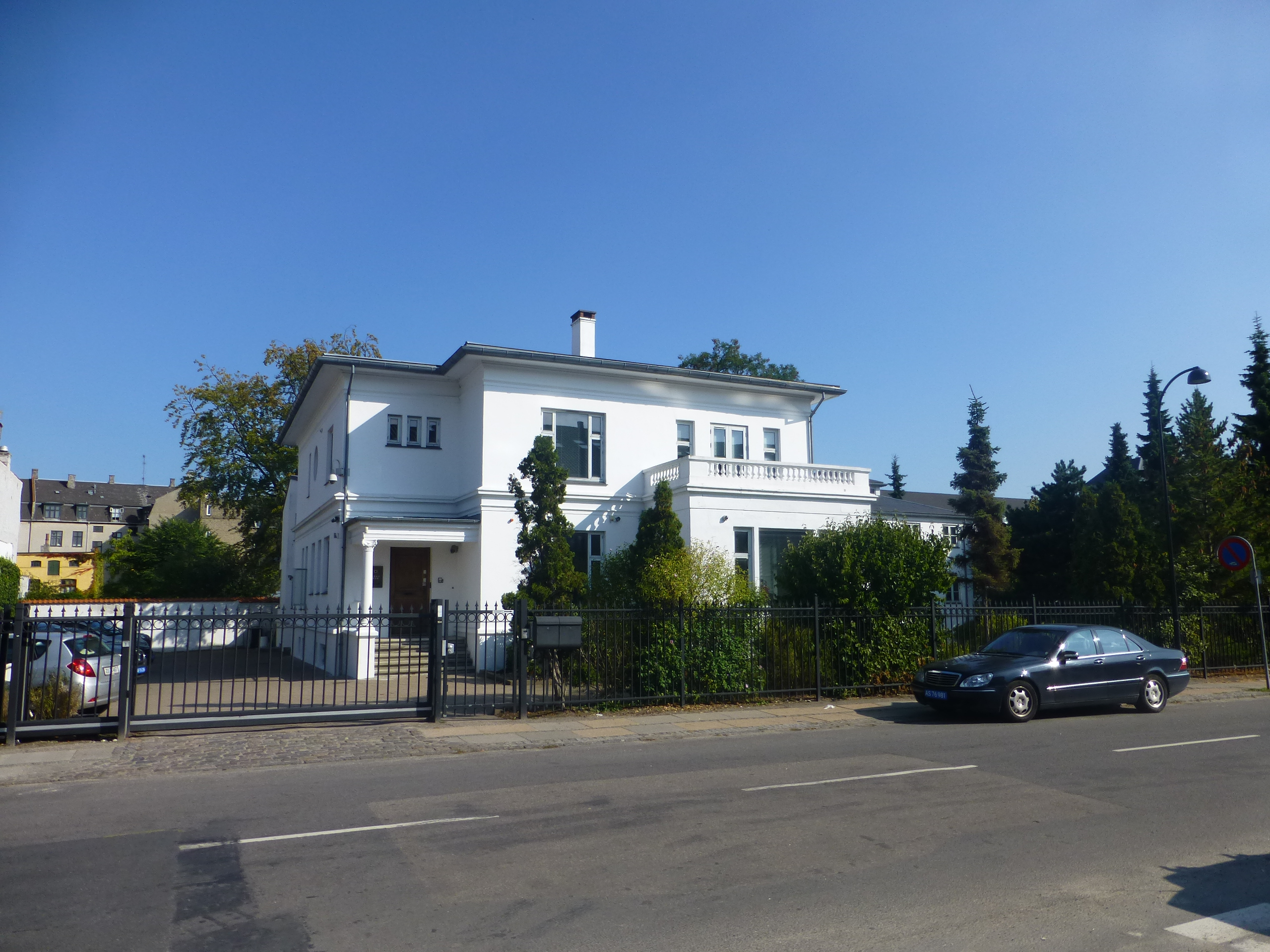
Посольство Південної Кореї
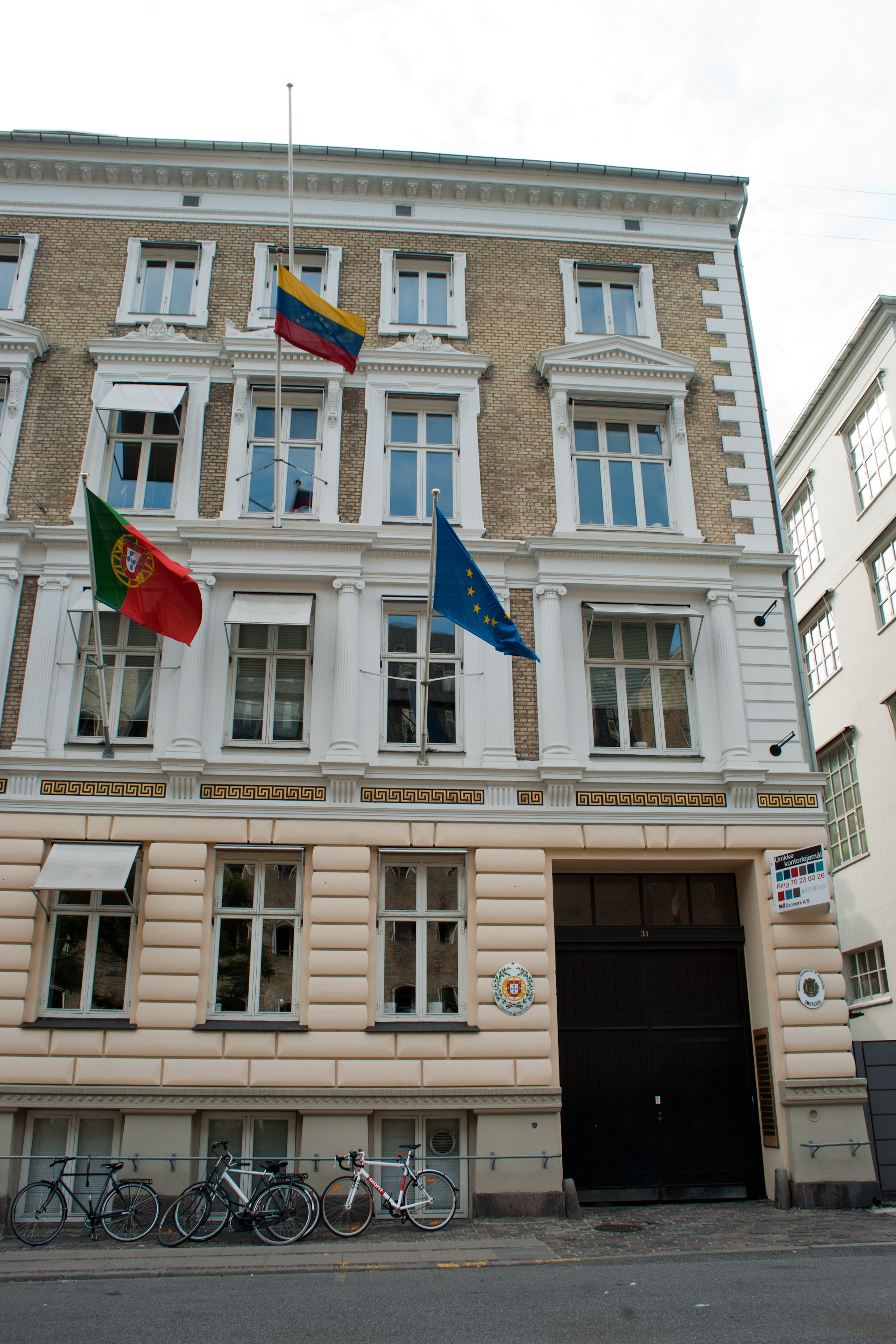
Посольства Португалії та Венесуели
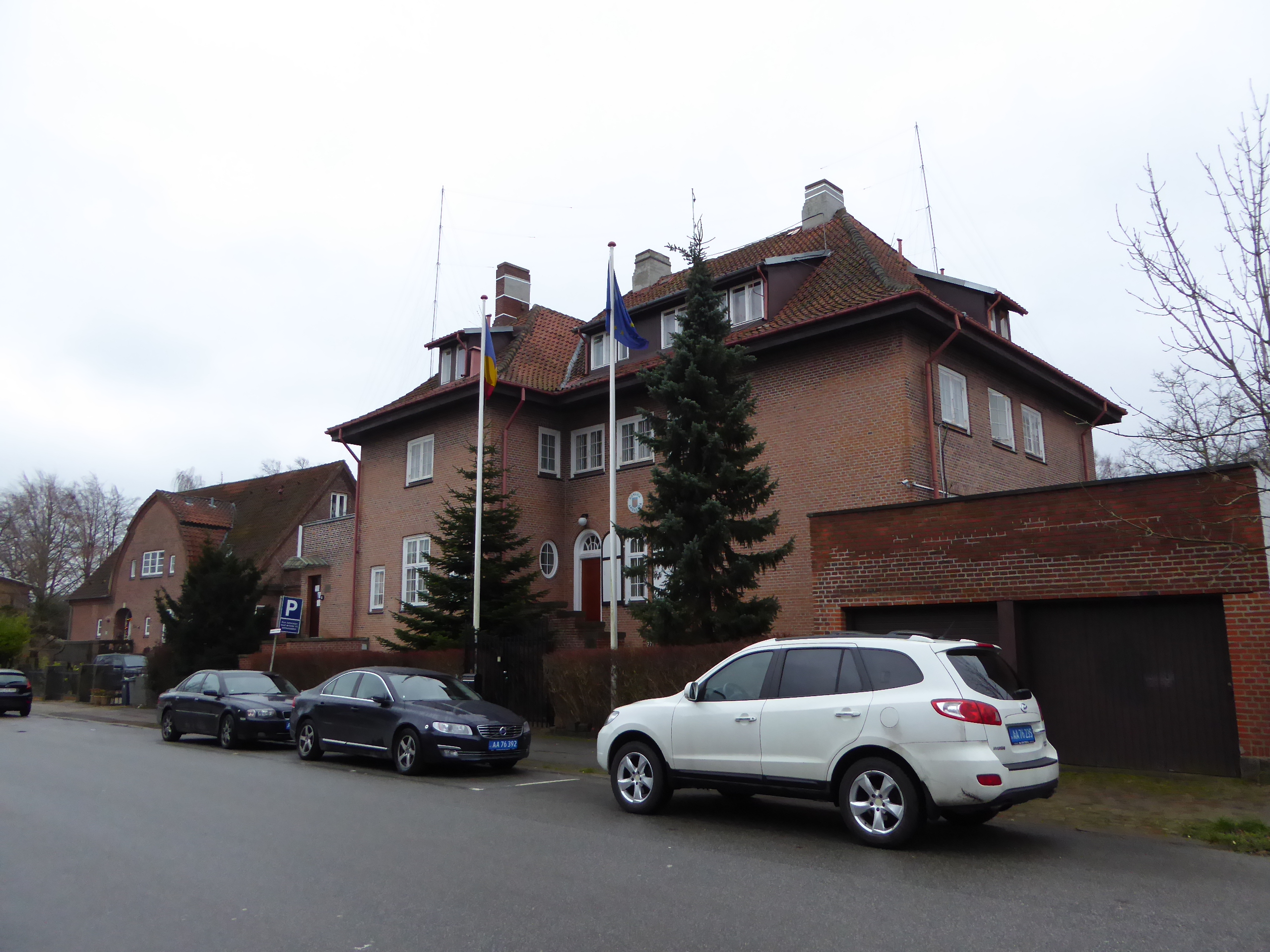
Посольство Румунії
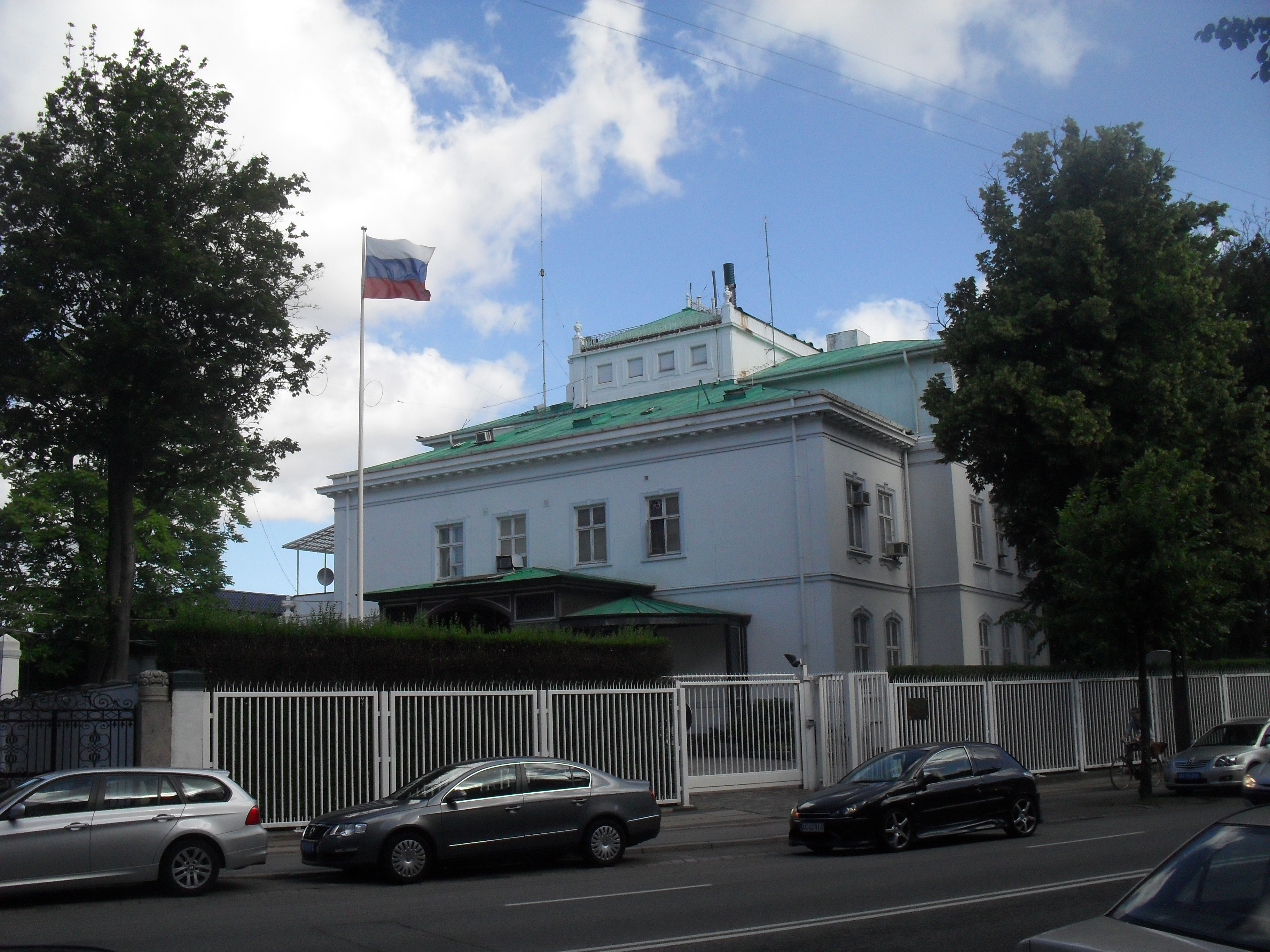
Посольство Росії
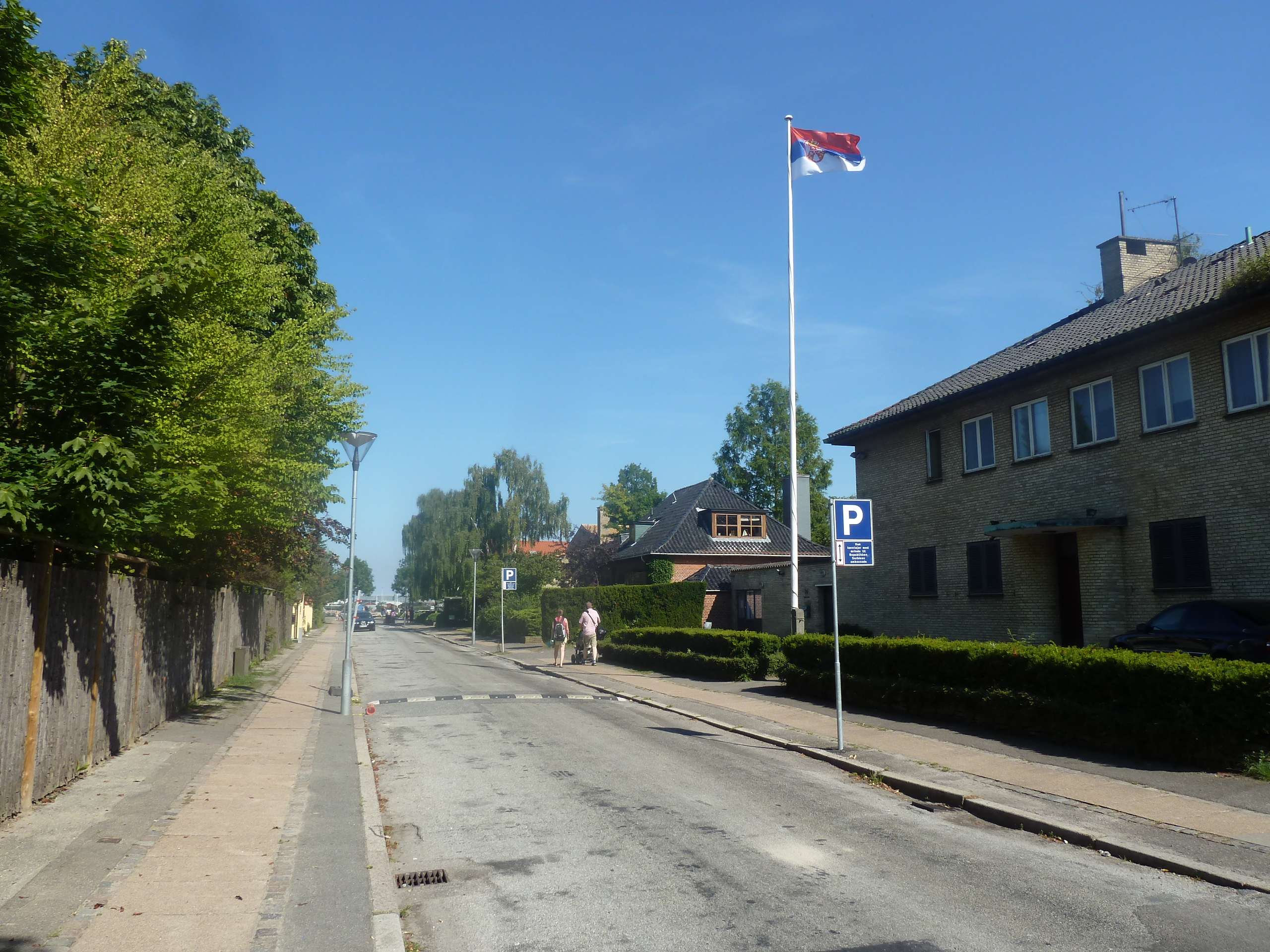
Посольство Сербії
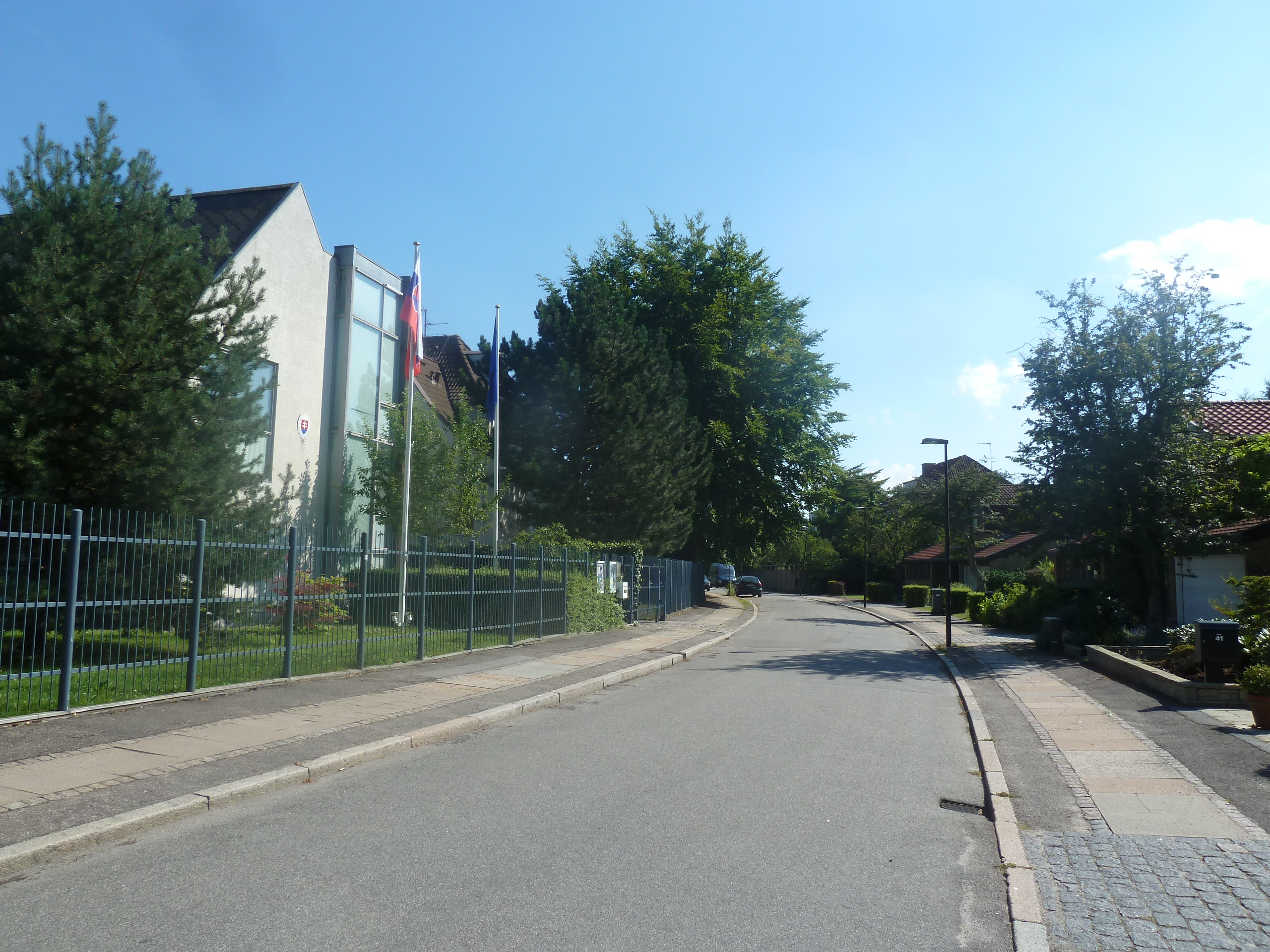
Посольство Словаччини
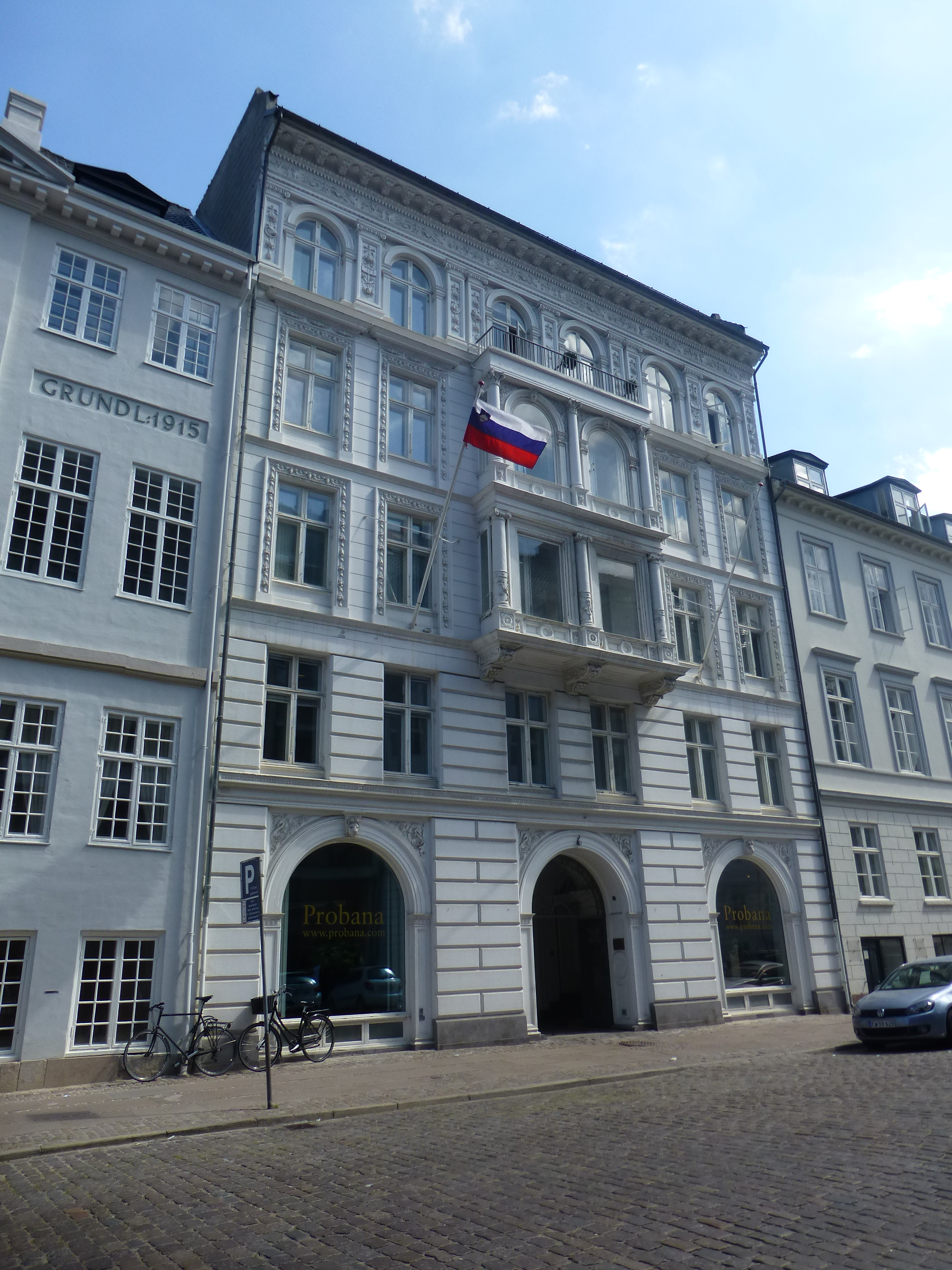
Посольство Словенії
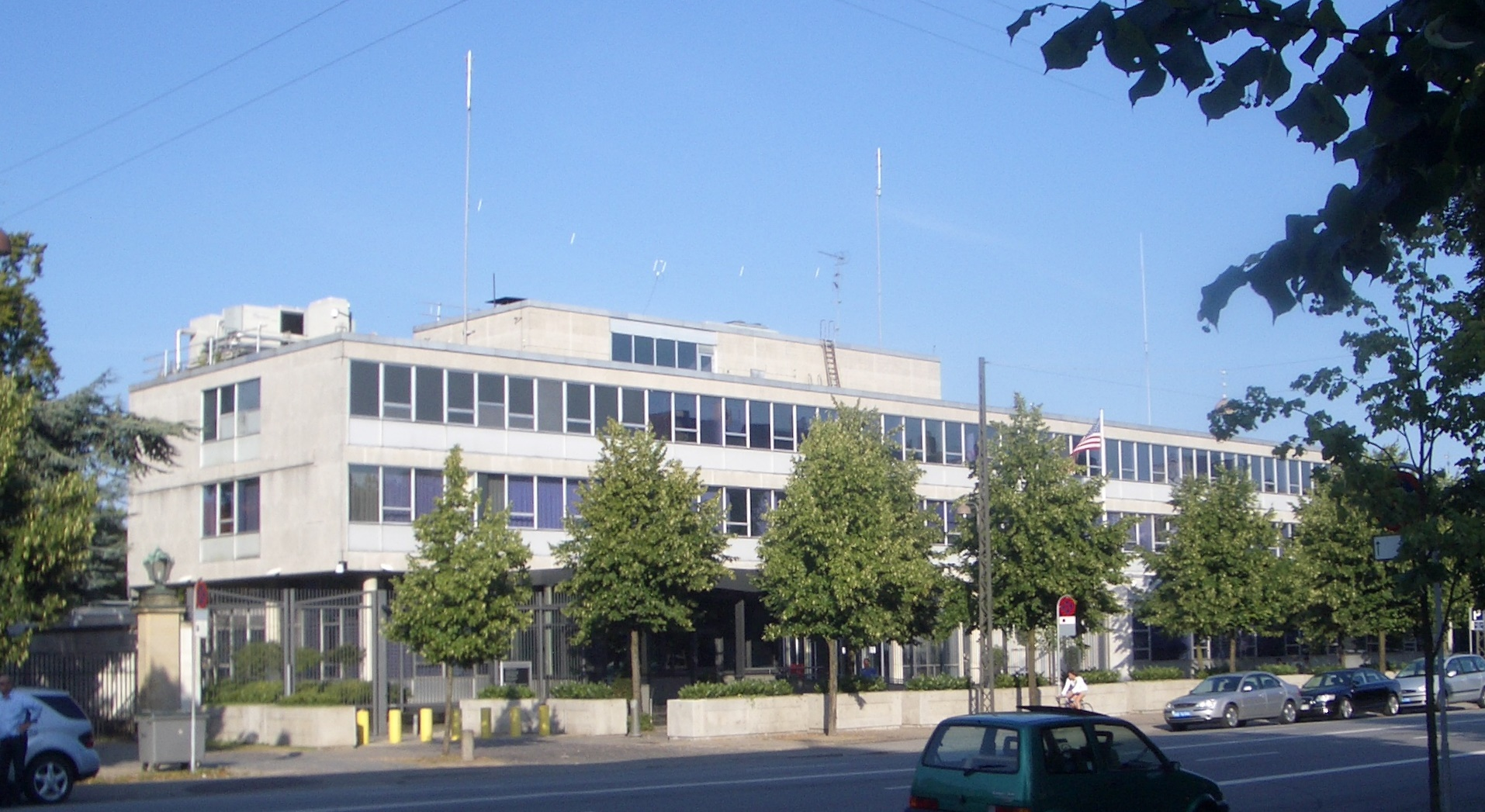
Посольство США
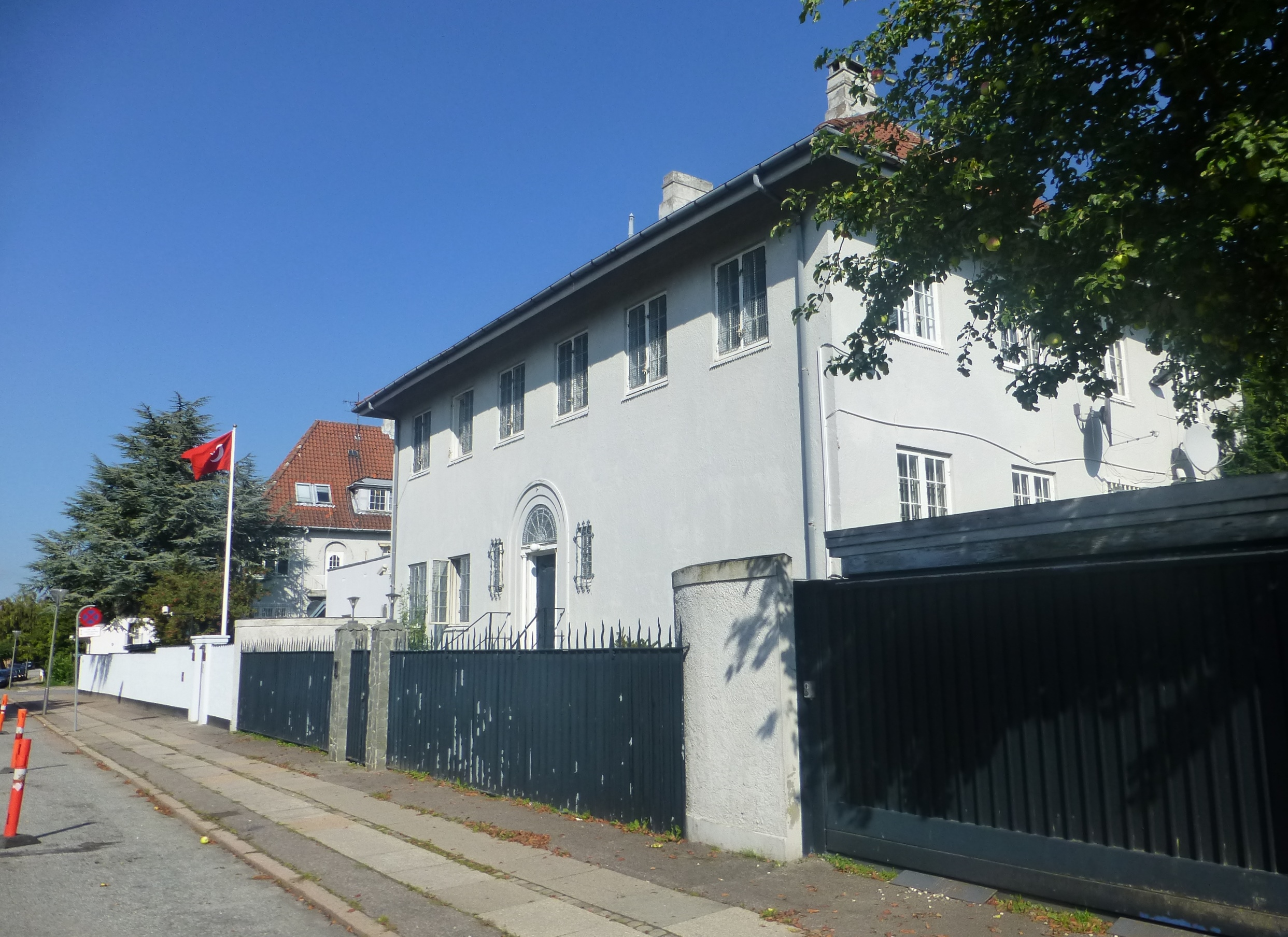
Посольство Туреччини
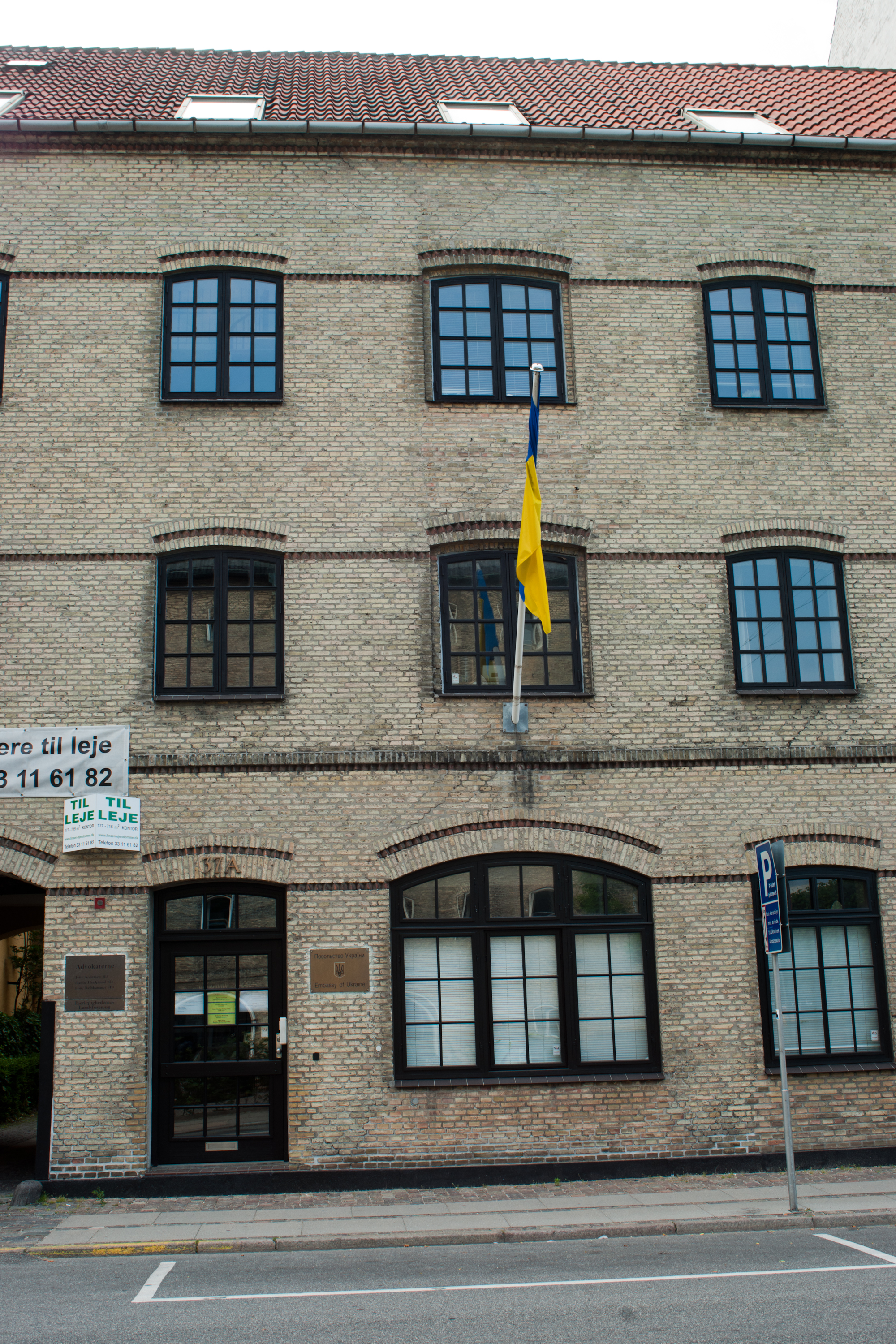
Посольство України
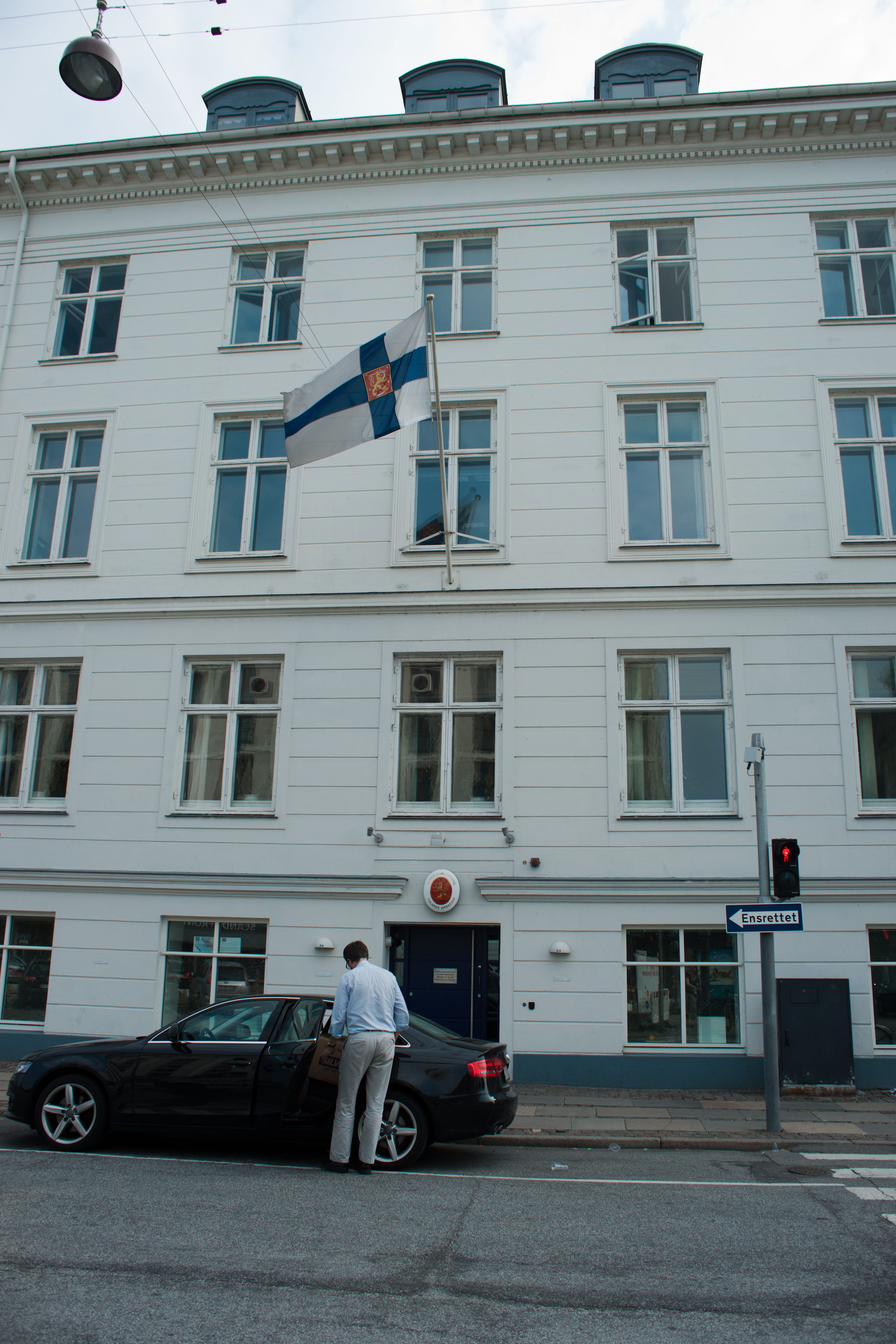
Посольство Фінляндії
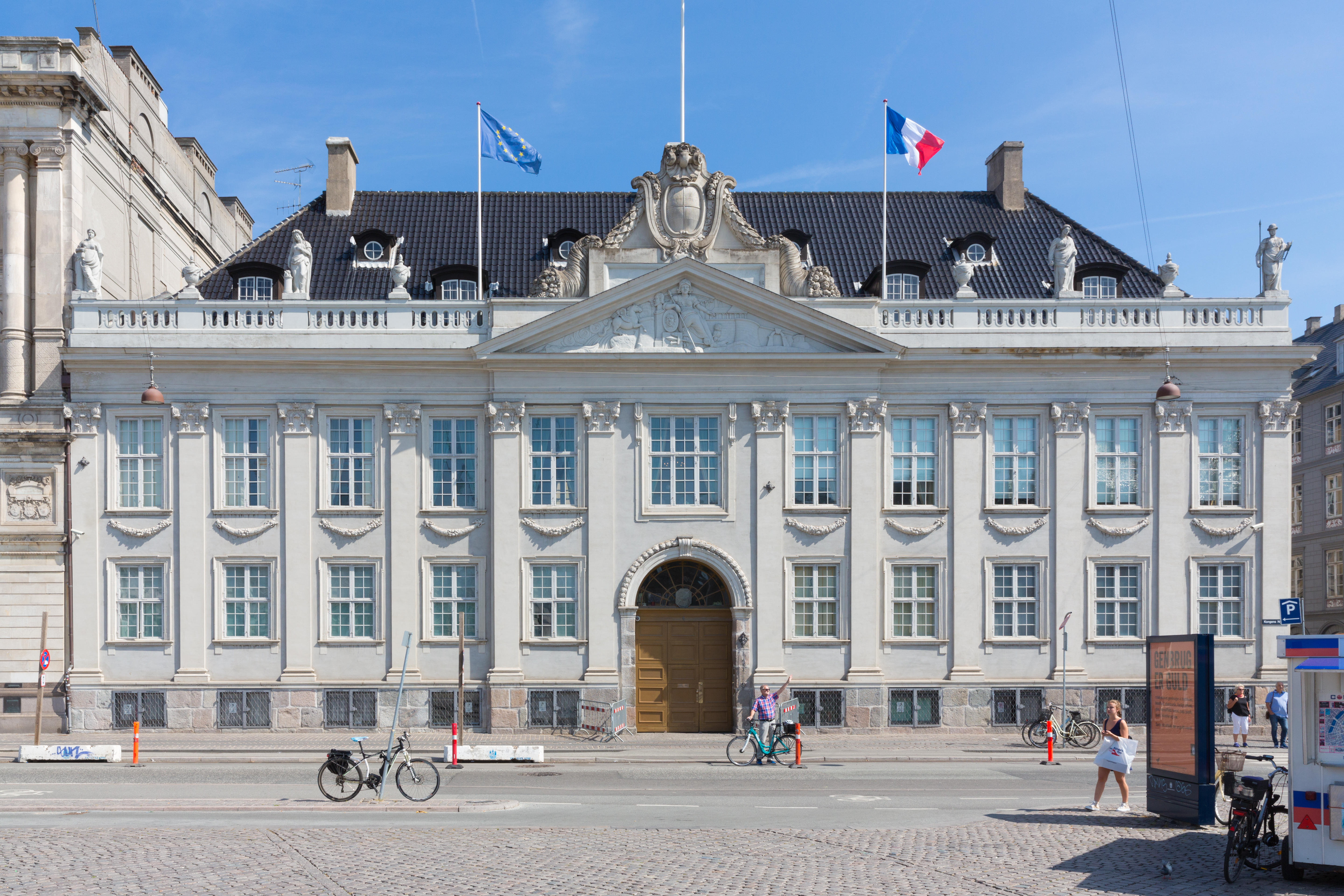
Посольство Франції
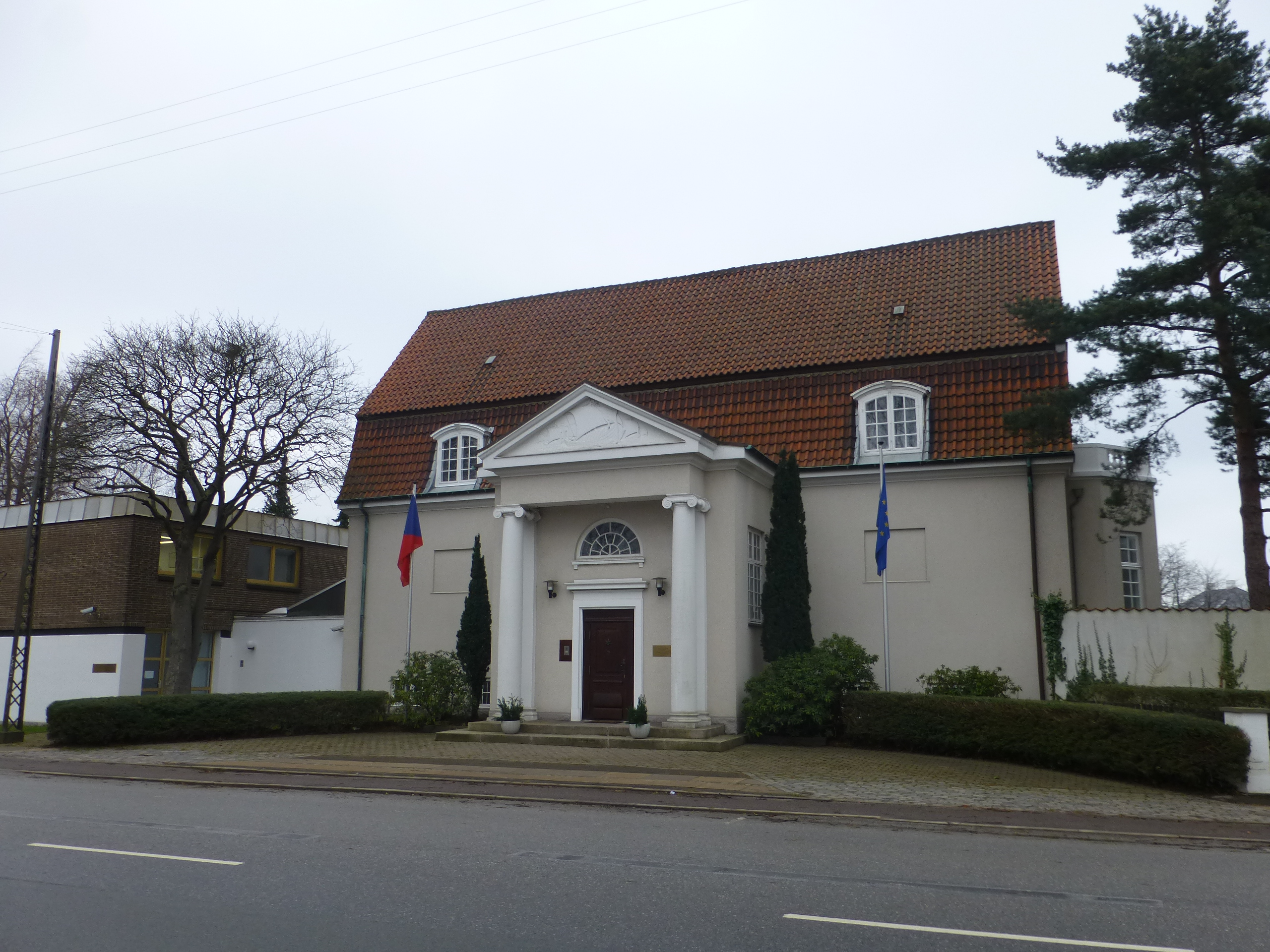
Посольство Чехії
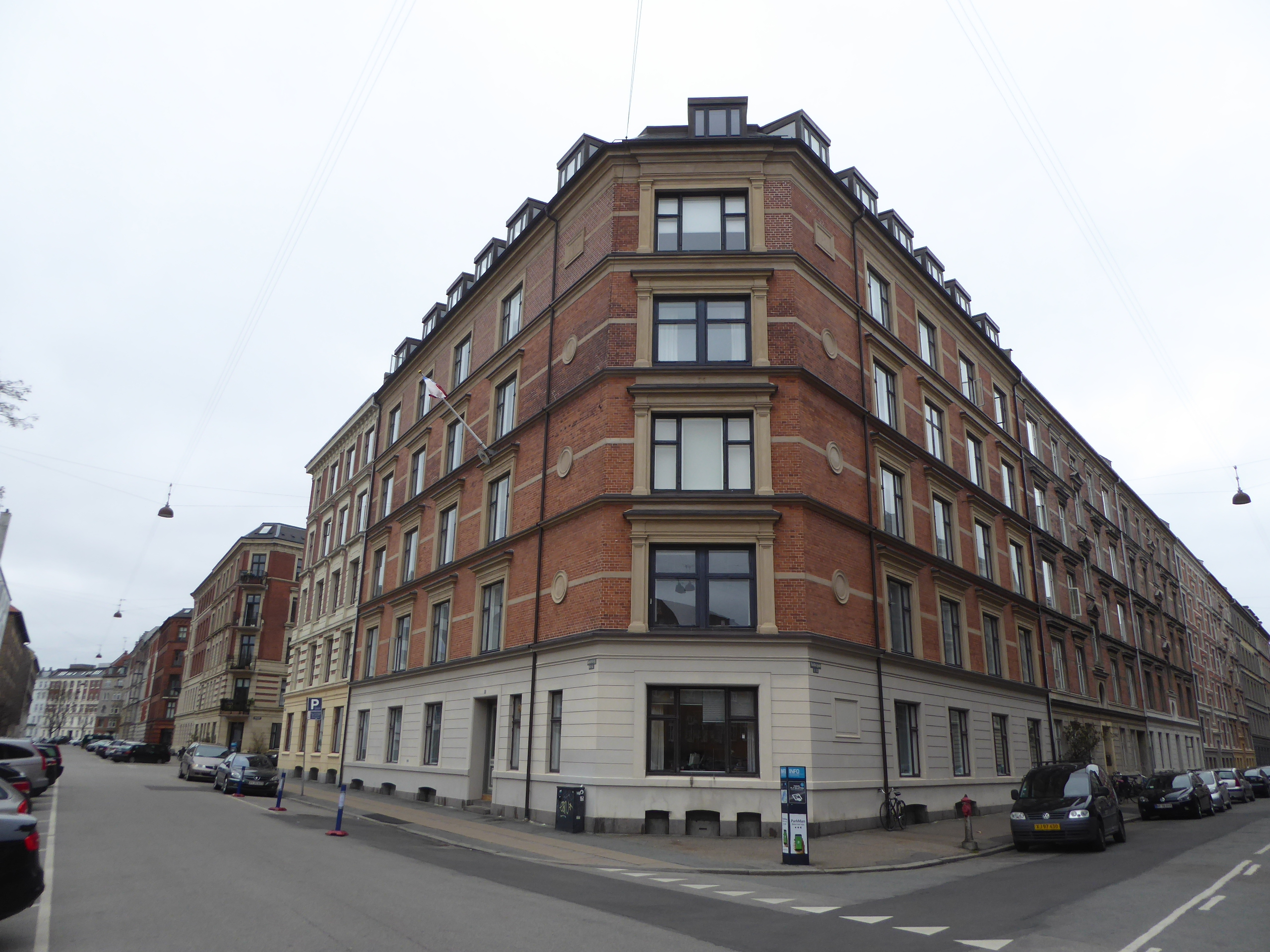
Посольство Чилі
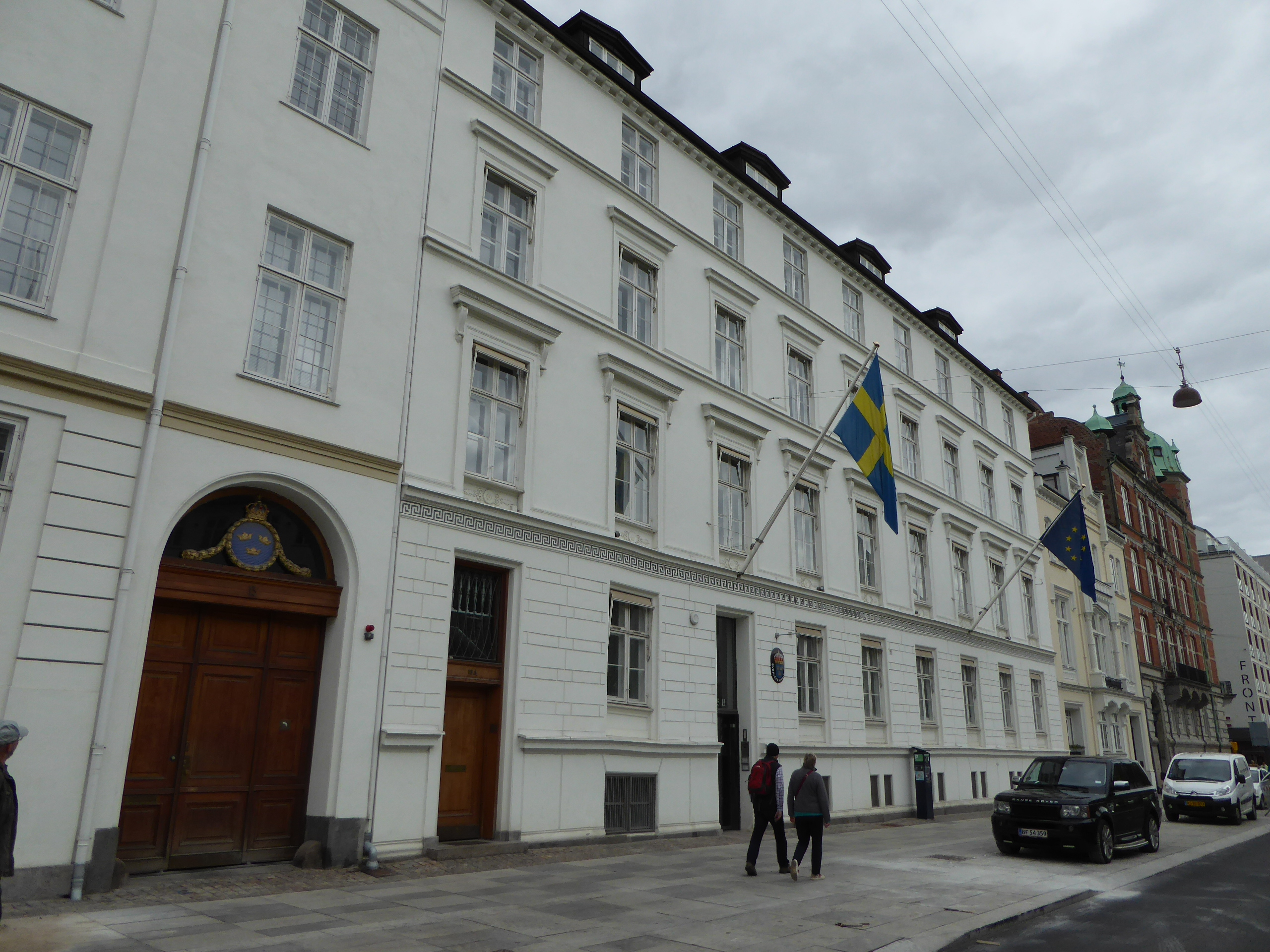
Посольство Швеції
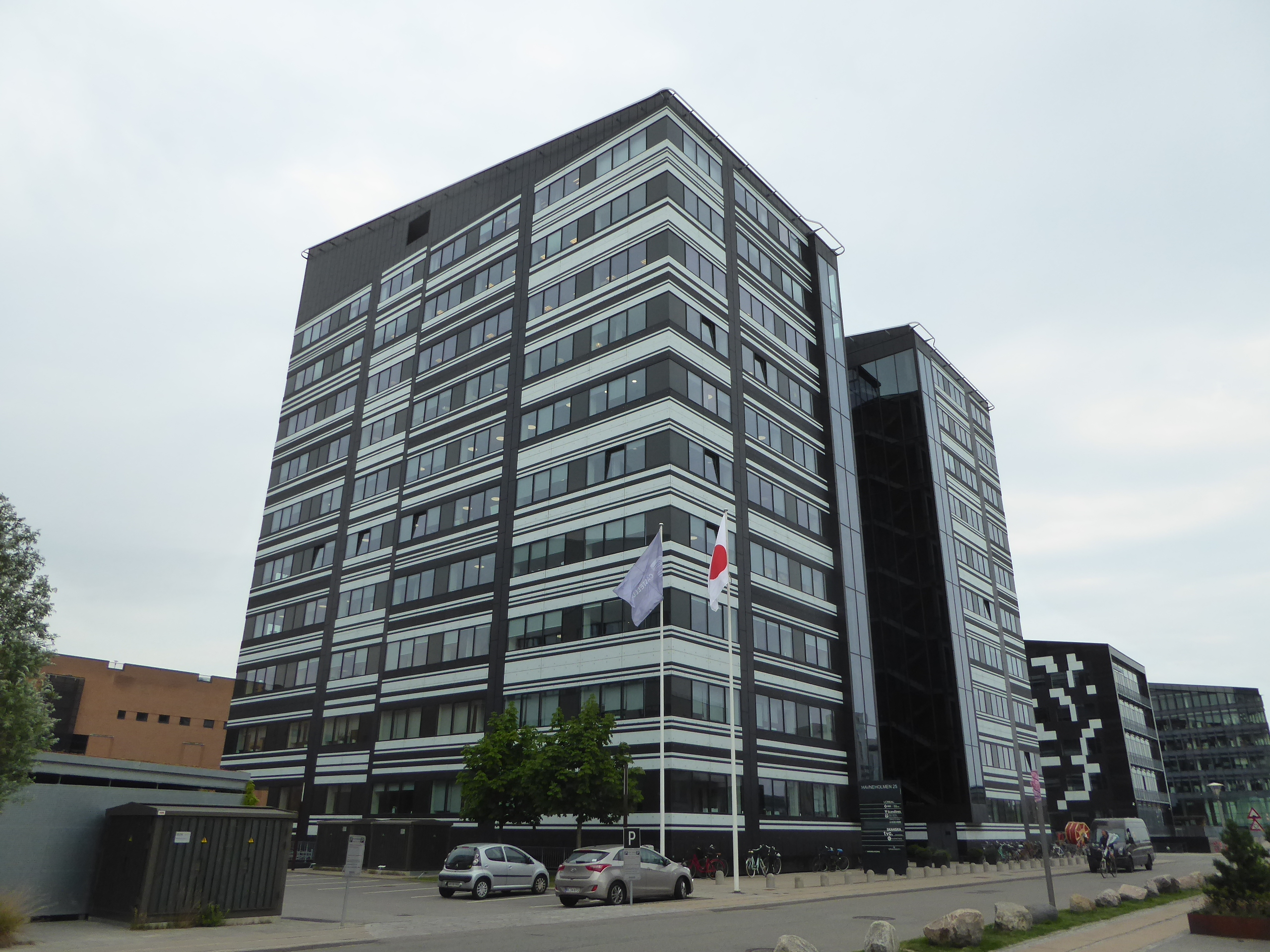
Посольство Японії